# Amöneburger Becken

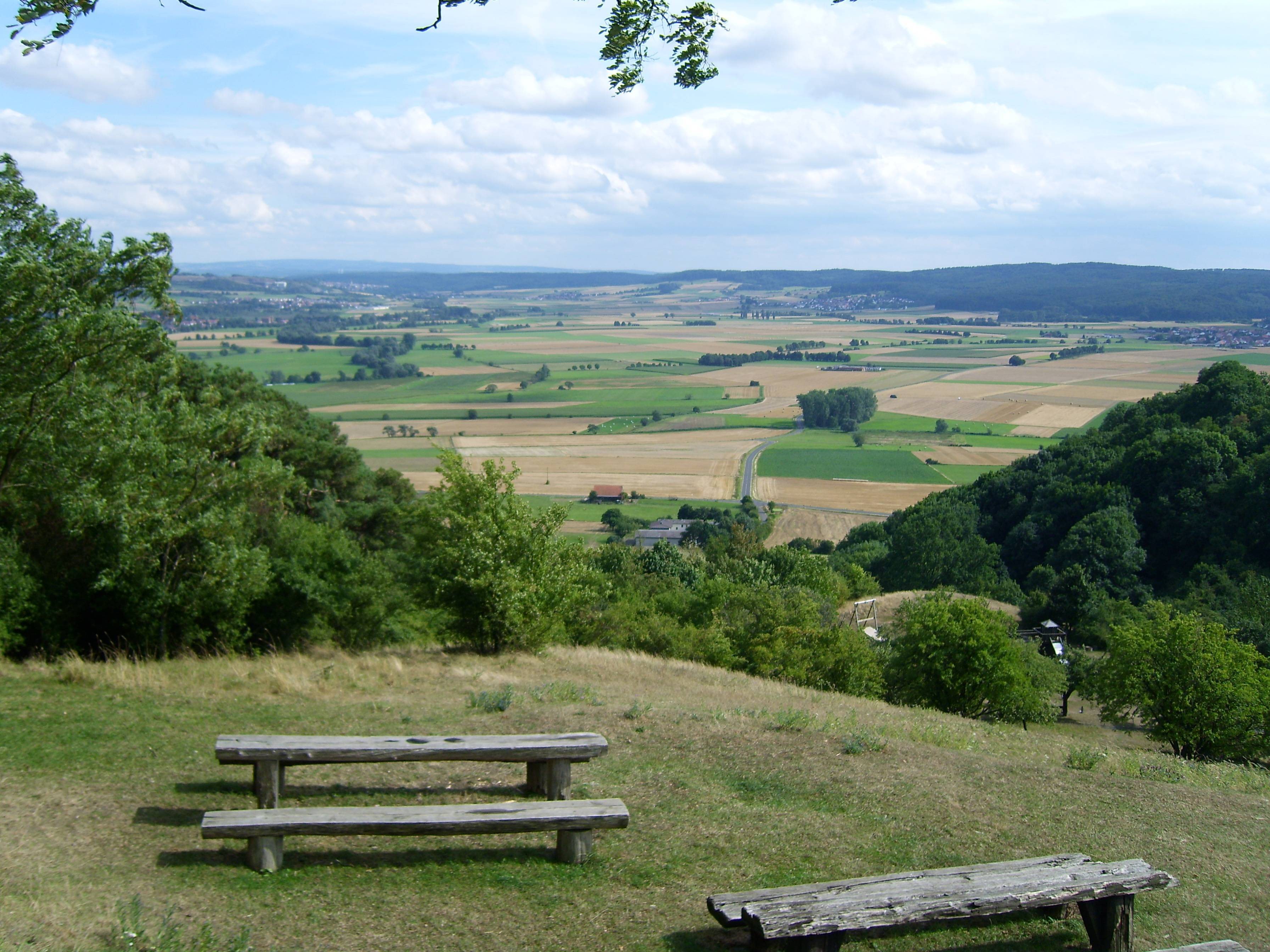
Blick von der Amöneburg auf das südöstliche Amöneburger Becken, den Vorderen (rechts) und den eigentlichen Vogelsberg. Vor dem Vogelsberg ist das Basaltwerk Nieder-Ofleiden am Hang des hohen Hochberges (Nördliches Vogelsberg-Vorland) zu erkennen, rechts davon Homberg (Ohm).

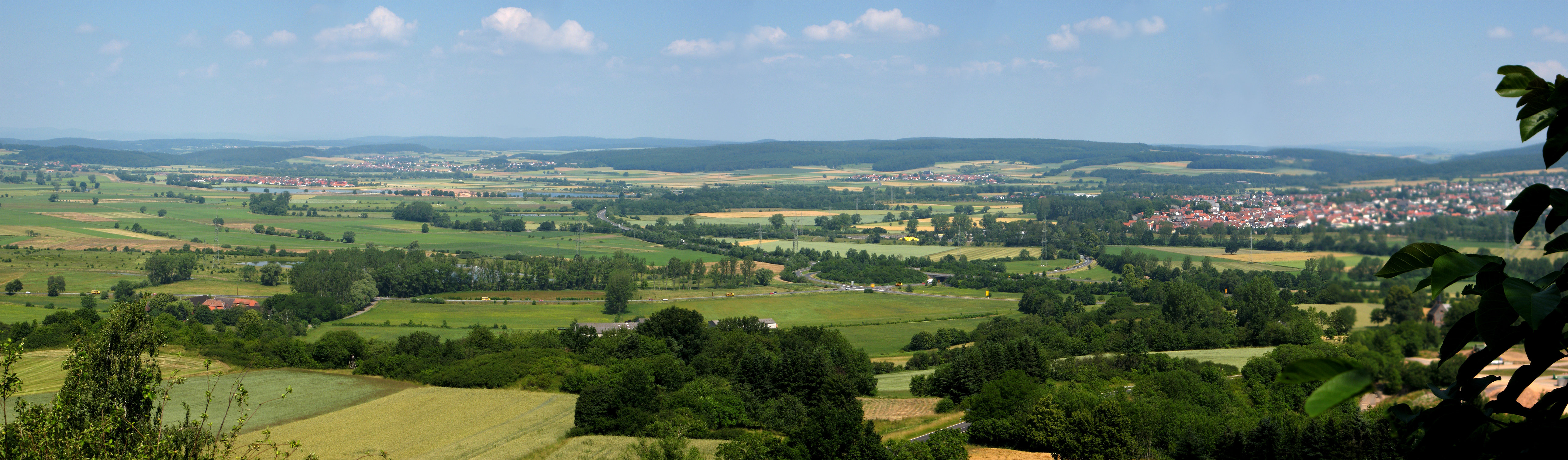
Blick von der Amöneburg in das nördliche Amöneburger Becken

Das Amöneburger Becken ist eine fast waldfreie, je nach Grenzziehung 130 bis 180 Quadratkilometer umfassende Beckenlandschaft im Landkreis Marburg-Biedenkopf, zu kleinen Anteilen auch im Vogelsbergkreis, in Mittelhessen, östlich der Stadt Marburg. Es gliedert sich in den kleineren, zur Zwester Ohm entwässernden Ebsdorfer Grund im Süden und das Ohmbecken (Amöneburger Becken im engeren Sinne) in Mitte und Norden. Einen deutlich unterschiedenen Unternaturraum des ansonsten, wie der Ebsdorfer Grund, ackerbaulich genutzten Ohmbeckens bilden die fast ebenen Grünflächen der Ohmsenke entlang des Unterlaufs der Ohm mit dem Hochwasserrückhaltebecken Kirchhain/Ohm sowie die namensgebende einzige Singularität der Landschaft, der bis auf 365 m ü. NHN aufragende Basaltkegel der Amöneburg.
Naturräumlich wird das Amöneburger Becken als eine von, je nach Definition, zehn bis zwölf sogenannten „Haupteinheiten“ des Westhessischen Berg- und Senkenlandes eingestuft; es ist Teil der Mittelmeer-Mjösen-Zone, einer Abfolge von Talsenken, die sich vom Rhonetal über den Oberrheingraben, die Wetterau und das Gießener Becken, unterhalb des Vorderen Vogelsberges schließlich zum Amöneburger Becken, von dort über den Neustädter Sattel in die Westhessische Senke und weiter über den Leinegraben bis zum Oslograben zieht.

## Naturräumliche Gliederung

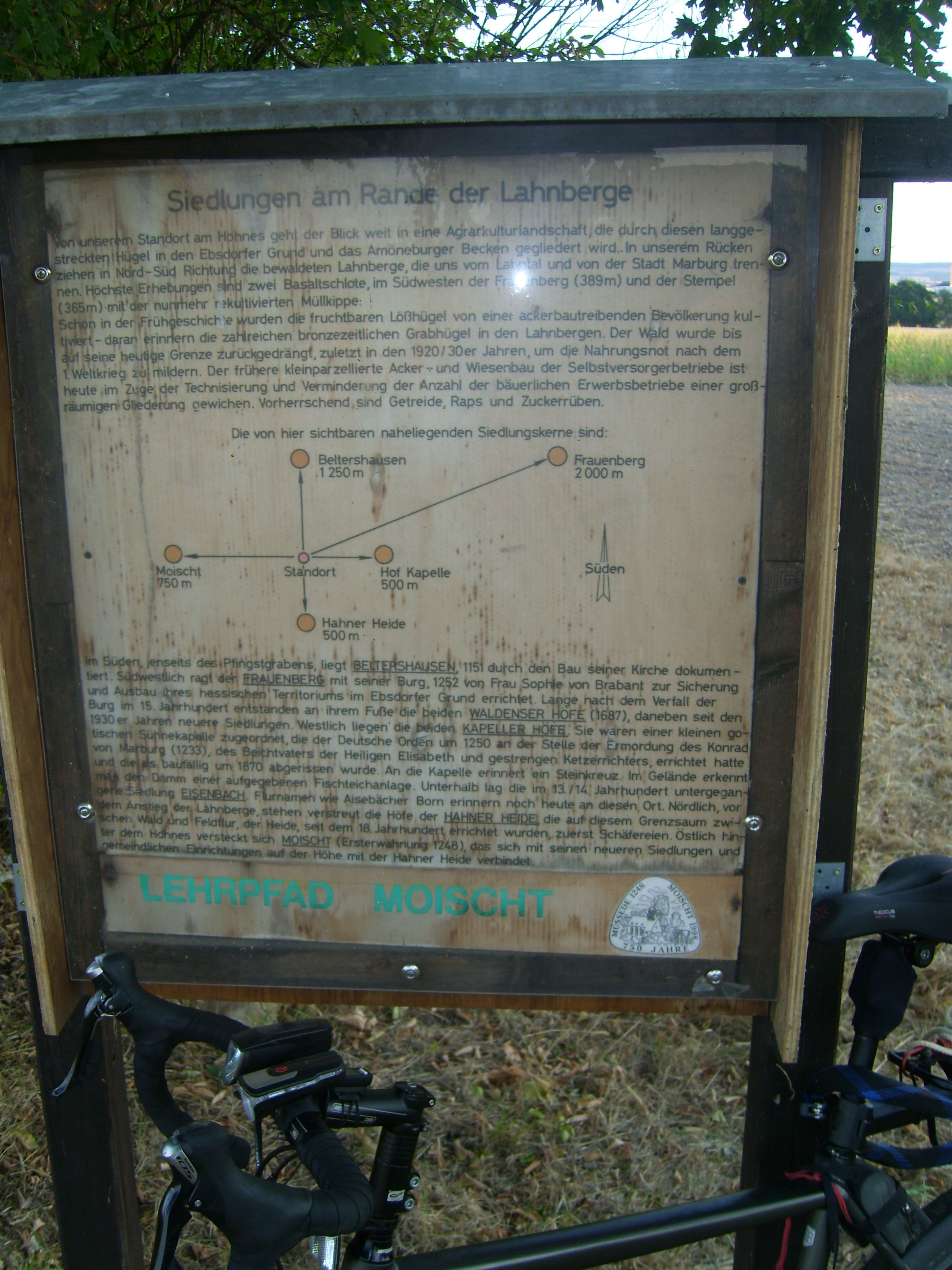
Infotafel am Hohnes, Lehrpfad Moischt

Die Einheit 347 Amöneburger Becken war bereits auf der vorläufigen Haupteinheitenkarte im Handbuch der naturräumlichen Gliederung Deutschlands von 1954 verzeichnet gewesen und wurde in der 5. Lieferung 1957 von Helmut Blume beschrieben. Blume verwendete den Namen Ebsdorfer Grund, wie es auch landläufig üblich ist, für das jenseits der Niedrigwasserscheide Hohnes zwischen dem knapp außerhalb liegenden Moischt und dem knapp innerhalb liegenden Wittelsberg zur Zwester Ohm entwässernde Teilbecken. Als landschaftlich vom Rest abweichend beschrieb er neben der Amöneburg den „tischebenen“ Streifen entlang der Ohm zwischen Schweinsberg und Kirchhain. Die Ausdehnung bezifferte er auf 118,1 km².
Im Jahr 1960 wurde die Einheit nicht nur auf der neuen Haupteinheitenkarte identisch eingezeichnet, sondern Gerhard Sandner veröffentlichte auch Blatt 125 Marburg als eines der ersten Einzelblätter 1:200.000. Sandner verwandte den Begriff Ebsdorfer Grund abweichend für das gesamte Hügelland bis zur Ohmebene, wodurch dann irreführenderweise auch Dörfer wie Bauerbach, Kleinseelheim und Mardorf in Bezug zu Ebsdorf gesetzt werden würden. Die hügeligen Beckenränder an Oberhessischer Schwelle und Südlichem Burgwald rechnete er der Ohmsenke zu. Auf der Basis von Sandners Kartierung wies Otto Klausings Umweltatlas Hessen im Jahr 1988 die im nächsten Unterkapitel genannten Flächenzahlen aus.

### Ursprüngliche Einordnung und Gliederung
Naturräumlich gliedert sich das Amöneburger Becken laut Sandner wie folgt ein und unter
(umgebende Höhenzüge mit aufgeführt):
- (zu 34 Westhessisches Berg- und Senkenland)
  - (zu 345 Burgwald)
    - 345.2 Südlicher Burgwald (Nordbegrenzung)

  - 346 Oberhessische Schwelle
    - 346.0 Gilserberger Höhen (Begrenzung im östlichen Norden)
    - 346.1 Neustädter Sattel (Übergangslandschaft im Nordosten)
    - 346.2 Nördliches Vogelsberg-Vorland (Ostbegrenzung)

  - 347 Amöneburger Becken[6] (137,02 km²)
    - 347.0 Ohmsenke (71,03 km²)
    - 347.1 Amöneburg (Singularität; 4,60 km²)
    - 347.2 Ebsdorfer Grund (61,39 km²)

  - (zu 348 Marburg-Gießener Lahntal)
    - (zu 348.0 Marburger Bergland)
      - 348.01 Lahnberge (Westbegrenzung)
      - 348.02a Marburger Lahntalsenke (mit Mündungstal der Ohm im Nordwesten)
      - 348.02b Niederwalgern-Fronhäuser Lahntal (nimmt im Südosten die Zwester Ohm auf)

  - (zu 349 Vorderer Vogelsberg)
    - 349.0 Lumda-Plateau (Südostbegrenzung)

### Reale Gliederung
Sandner zeichnete die Grenzen zwischen „Ebsdorfer Grund“ (in seinem sehr weiten Sinne) und Ohmsenke allesamt als „nicht linienhaft festlegbar“ ein. Die Auen der Würf ab Schröck, des Rulfbachs ab Roßdorf und des Lambachs ab Mardorf bezog er großzügig mit ein, ebenso das komplett hochwassersichere Gebiet der Randdörfer Erfurtshausen, Haarhausen und Gontershausen. Er vermerkte allerdings:

„Im Zuge der Ohmregulierung vollziehen sich seit einigen Jahren tiefgreifende Veränderungen von Wasserführung und Grundwasserspiegel, die eine Wandlung der Landschaft bewirken.“

Mit diesen Maßnahmen war insbesondere der Bau des Hochwasserrückhaltebeckens Kirchhain/Ohm (HRB Kirchhain) gemeint. Die Maßnahmen, die Ende des 20. Jahrhunderts komplett abgeschlossen waren, sorgten insbesondere dafür, dass die überschwemmungsgefährdeten Gebiete linienhaft festlegbar wurden. Sie sind in etwa durch die Grenzen der Segmente des Landschaftsschutzgebiets Auenverbund Lahn-Ohm innerhalb des Beckens sowie einiger zusätzlicher Naturschutzgebiete festgelegt.
Legt man die Außengrenze des Amöneburger Beckens nah an die Waldgrenze und zählt man die Höhenorte oder höher gelegenen Siedlungsteile von Sindersfeld, Langenstein, Homberg, Rauischholzhausen, Roßberg, Ilschhausen, Frauenberg, Moischt und Bauerbach mit ein, erhält man eine Gesamtfläche von etwa 164 km², davon etwa 40 km² Ebsdorfer Grund in Blumes Sinne, d. h. im Einzugsgebiet der Zwester Ohm. Bezieht man die Ginseldorf–Schönstädter Bucht nebst Randhöhen (Hintere Lahnberge, Betziesdorfer Netzeberg, Hornbühl, Betziesdorfer Höhe) mit Ginseldorf, Bürgeln, Bernsdorf, Reddehausen und Schönstadt mit ein, die Sandner dem Marburger Lahntal (Ginseldorf bis Bernsdorf) bzw. dem Südlichen Burgwald zurechnet, kommen weitere 23 km² hinzu. Der Singularität Amöneburg nimmt orographisch, d. h. um die umgebenden ebenen Straßen und im Süden bis zum Rulfbachtal (Auenverband Lahn-Ohm), eine Fläche von 6,1 km² ein, der komplett singuläre Teil mit Naturschutzgebiet und der dadurch eingeschlossenen Oberstadt nimmt 0,42 km² ein (davon 0,31 NSG). Sandners 4,6 km² entsprächen in etwa einer Angrenzung oberhalb 210 m ü. NHN, was aber willkürlich wäre.
Man kommt unter Einbezug der Schutzgebiete auf die folgenden Teilgebiete und -flächen:
- Ebsdorfer Grund (Becken der Zwester Ohm) 40 km² – mit Erbenhausen (Fronhausen), Ilschhausen, Hachborn, Ebsdorf, Leidenhofen, Heskem, Mölln, Dreihausen, Roßberg, Beltershausen, Frauenberg (je Ebsdorfergrund) und Weiler Hahnerheide (Marburg)
  - davon 2,41 km² Auen der Zwester Ohm und des Wittelsberger Bachs:
    - Mölln–Heskemer Aue 0,39 km²
    - Heskem–Ebsdorfer Aue 0,78 km²
    - Ebsdorf–Hachborner Aue 0,61 km²
    - Hachborn–Erbenhäuser Aue 0,47 km² (bis Hassenhausen weitere 0,25 km² außerhalb des Amöneburger Beckens)
    - Naturschutzgebiet Die Teichwiesen bei Heskem 0,16 km² (am Wittelsberger Bach)
- Ohmbecken 124 km²
  - Südwestflügel (links der Ohm) 60 km² – mit Moischt, Schröck, Bauerbach (je Marburg), Schönbach, Großseelheim, Kleinseelheim (je Kirchhain), Rauischholzhausen (Ebsdorfergrund), Roßdorf, Mardorf, Erfurtshausen (je Amöneburg), Haarhausen, Gontershausen und Ober-Ofleiden (je Homberg)
    - davon 6,1 km² Amöneburg (darin wiederum 0,31 km² NSG Amöneburg und 0,11 km² davon eingeschlossene Oberstadt)

  - Ohmebene 24,12 km²
    - Schweinsberger Ohmebene 8,83 km²
      - Niederofleidener Ebene (bis Schweinsberger Brücke) 2,77 km² (davon 0,43 km² NSG Schweinsberger Moor)
      - Rüdigheimer Ebene (bis Brücker Mühle) 6,06 km² (davon 0,14 km² NSG Saurasen bei Schweinsberg; nebst Auen von Lambach ab Mardorf und Rulfbach ab Roßdorf)

    - HRB Kirchhain und Umland (13,11 km²)
      - (Ohm- und) Kleinaue östlich der Ohmtalbahn 2,11 km²
      - Klein-Mündungsgebiet an der Fortmühle (Ohmtalbahn bis B 62) 0,67 km², größtenteils HRB
      - südliche Kirchhainer Ohmaue 1,86 km² (B 62 bis Amöneburger Tor), größtenteils HRB
      - untere Wohraaue (und Ohmaue an der Mühlenwohramündung; Amöneburger Tor bis B 62) 2,91 km² (davon 0,54 km² NSG Brießelserlen), etwa zur Hälfte HRB
      - Großseelheimer Ebene (B 62 bis Auslassbauwerk) 5,56 km², fast deckungsgleich mit dem Haupt-Segment des HRB; anders als bei Sandner ist die Aue der Würf außerhalb des HRB nicht im Auenverbund Lahn-Ohm

    - Anzefahrer Ohmaue (Auslassbauwerk bis Hainmühle) 2,18 km² (davon 0,12 km² NSG In der Teisebach bei Anzefahr)

  - Südostrand (rechts der Ohm, oberhalb der Klein) 13,4 km² – mit Homberg nebst Nieder-Ofleiden, Schweinsberg (Stadtallendorf) und Rüdigheim (Amöneburg)
  - Ostrand (zwischen Klein und Wohra) 12,1 km² – mit Kirchhain nebst Langenstein
  - Nordrand (unterhalb der Wohra) 12,1 km² – mit Stausebach, Niederwald, Anzefahr, Betziesdorf und Sindersfeld (alle Kirchhain)
- Ginseldorf-Schönstädter Bucht 23 km² – mit Ginseldorf (Marburg), Bürgeln, Bernsdorf, Reddehausen und Schönstadt (je Cölbe)
  - davon 1,49 km² Bürgelner Ohmaue (bis Talenge unterhalb Bernsdorfs)

### Übersichtskarte

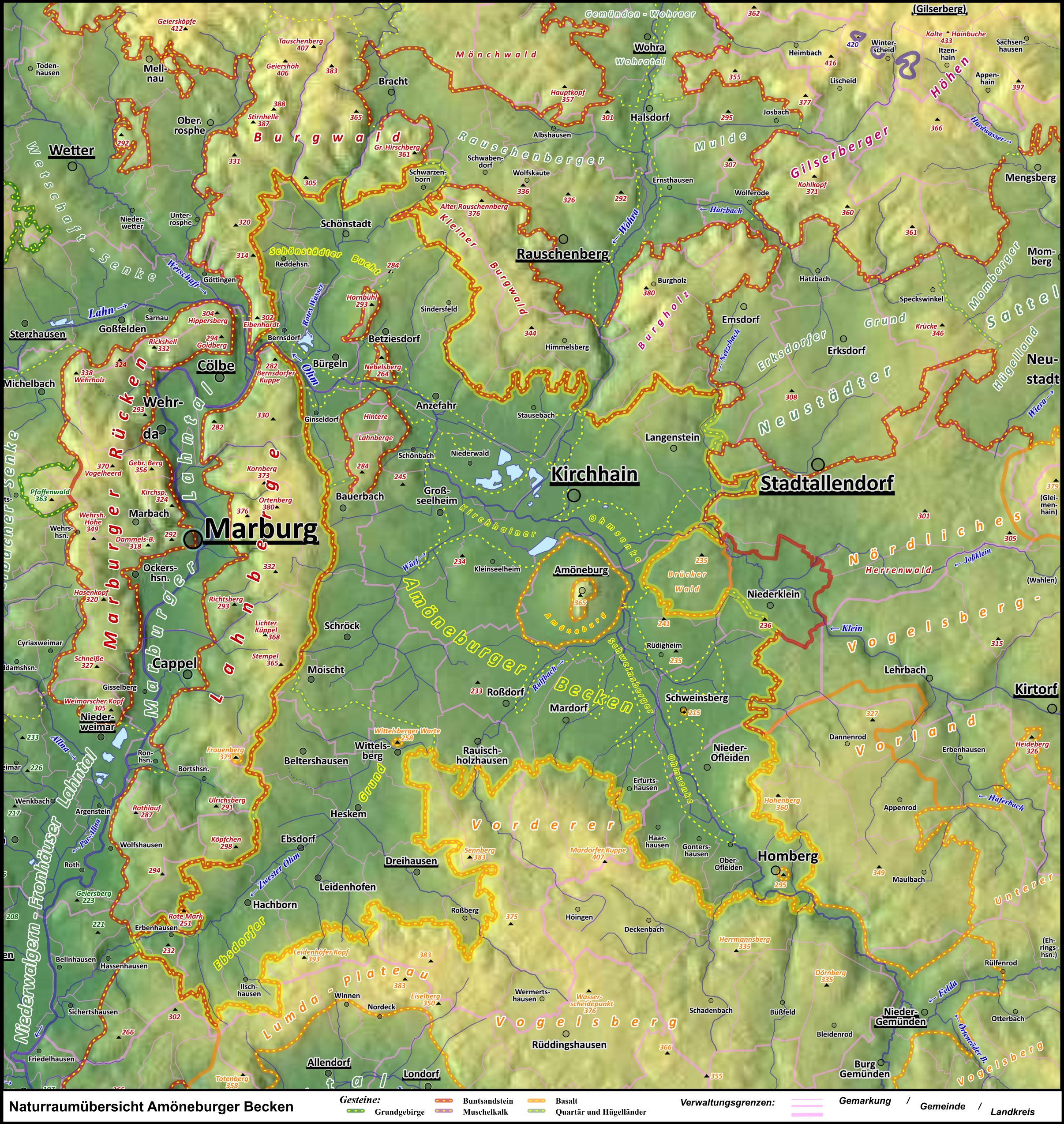
Reliefkarte mit Unter- und umgebenden Naturräumen (→ Detailkarte)

## Landschaftsteile
Es ist bereits klargestellt, dass das Amöneburger Becken in der Hauptsache aus dem äußeren Becken, von dem namentlich das Einzugsgebiet der Zwester Ohm als Ebsdorfer Grund abgetrennt ist, der Singularität Amöneburg und der Ohmsenke besteht, welches an der Brücke Mühle verengt ist und sich dadurch in zwei innere Teilbecken gliedert. Durch die ins Becken eintretende Ohm wird das zur Ohm entwässernde äußere Amöneburger Becken in einen Südost- und einen Nordwestflügel geteilt, Letzterer wiederum wird durch die rechten Zuflüsse Klein und Wohra in einen Südost-, einen Nordost- und einen Nordrand geteilt, die der besseren Übersicht wegen einzeln beschrieben werden, aber in der naturräumlichen Gliederung nicht ausgewiesen sind, sondern dem inneren Becken als Teillandschaften zugeordnet sind. Alle geologischen Aussagen der folgenden Unterabschnitte sind, soweit nicht anderweitig gekennzeichnet, mit der GK 25 referenziert.

### Ebsdorfer Grund
Der naturräumliche Ebsdorfer Grund, der zur Zwester Ohm entwässernde Südwestteil des Amöneburger Beckens, fällt weitgehend mit der nach dem historischen Grund benannten, 1972 gegründeten Großgemeinde Ebsdorfergrund zusammen, enthält jedoch nicht die Dörfer Wermertshausen auf dem Lumda-Plateau des Vorderen Vogelsbergs und Rauischholzhausen auf dem benachbarten Südflügel des Ohmbeckens – sowie montanere und in größeren Teilen bewaldete Gemeindeteile auf Lahnbergen und Vorderem Vogelsberg.
Gerhard Sandner sah das Südwestende des Grundes als „nicht linienhaft festlegbar“ an, legte jedoch das Engtal der Zwester Ohm bei Erbenhausen bereits zum Vorderen Vogelsberg. Abwärts der Zwester Ohm verengt sich ihr Tal bereits ab der Straßmühle unterhalb Hachborns, nur 300 m unterhalb derselben erreicht das Tal des Grundsgrabens auch linksseitig den Buntsandstein. Allerdings steht auch in halbhohen Lagen südlich des Weilers Erbenhausen noch der charakteristische Lößlehm des Ebsdorfer Grundes an und die Hänge sind für Äcker gerodet. Dadurch trifft der Grund de facto unmittelbar oberhalb Hassenhausens direkt auf das Niederwalgern-Fronhäuser Lahntal, wo der umhüllende Untere Buntsandstein von jüngeren Gesteinen abgelöst wird.
Flussaufwärts folgen die Orte Hachborn, Ebsdorf, Heskem mit Knick um 90°, Heskem-Mölln, Dreihausen und Roßberg. Um Roßberg steht auch auf Höhen von über 300 m ü. NHN Lößlehm an und wird Ackerbau betrieben – erst der Wald mit dem FFH-Gebiet Wald zwischen Roßberg und Höingen, durch den die Zwester Ohm (bachaufwärts) und die begleitende Landesstraße nach Wermertshausen führen, begrenzt den Ebsdorfer Grund in natürlicher Weise scharf. Linksseitig neben der Zwester Ohm liegt nahe Ebsdorf Leidenhofen und etwas entfernt von Hachborn Ilschhausen auf rund 250 m und damit in etwa auf der Höhe von Dreihausen und Beltershausen. Nur um Ilschhausen werden die Böden schlechter, es wird jedoch teils Ackerbau betrieben.
Rechtsseitig der Zwester Ohm wird der Grund vor allem vom Wittelsberger Bach nebst Zuflüssen entwässert, der von Wittelsberg kommt und dessen Richtung nach Südosten die Zwester Ohm ab dessen Zufluss im Heskemer Knick annimmt; sein Teil-Einzugsgebiet ist 13,19 km² groß. In den Wittelsberger Bach münden von rechts der Pfingstgraben und der Galgengraben, die auch Namensgeber für ihre markanten und ökologisch interessanten Gräben sind und Beltershausen von Nordosten und Süden in jeweils etwas Abstand und deutlich geringerer Höhe flankieren. Von Beltershausen ziehen sich die ertragreichen Äcker bis zum Weiler Frauenberg in über 300 m Höhe, nach Nordosten sinkt die Waldgrenze entlang der Stadtgrenze von Marburg(-Cappel) zunächst auf etwa 270 m, um nahe Hof Capelle (noch Beltershausen) und Weiler Hahnerheide (Marburg-Moischt) wieder etwas anzusteigen.

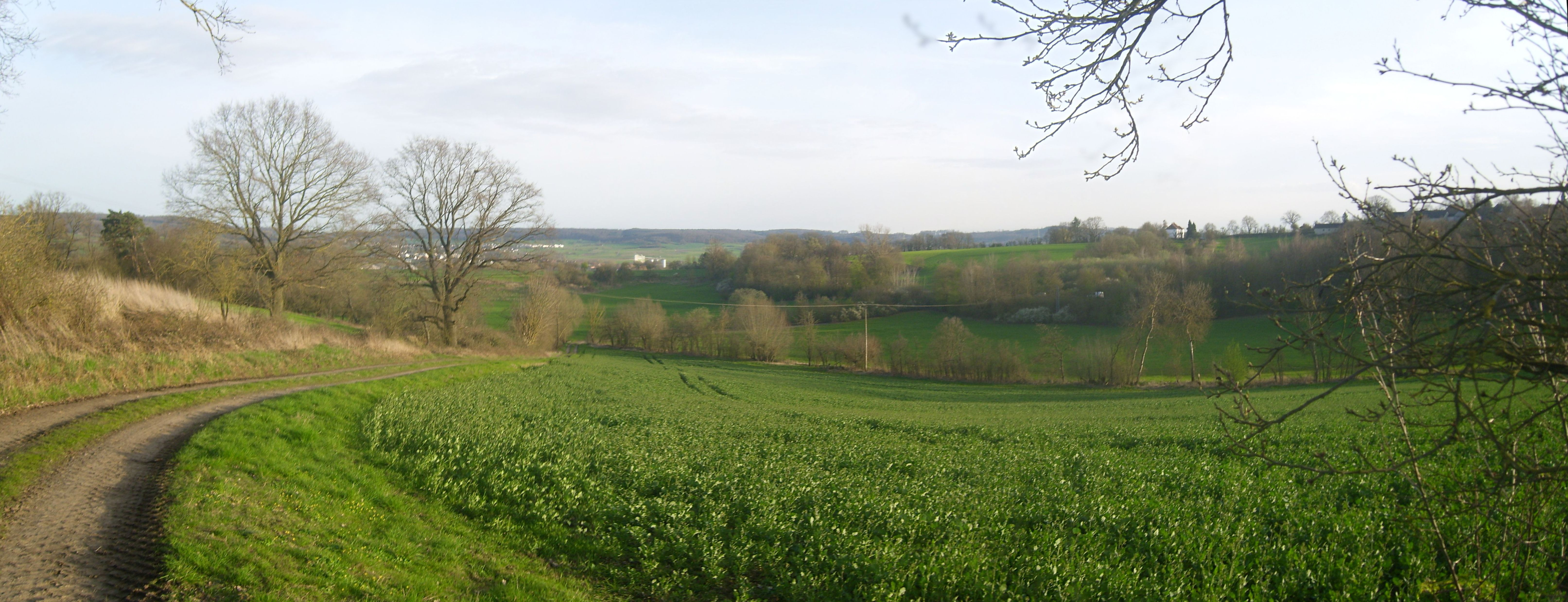
Der Pfingstgraben nordöstlich unterhalb Beltershausens

Die ebenen Talböden der Gewässer mit lehmigen Sanden auf Kies- und Schotterbänken sowie sandigen Lehmen nehmen vergleichsweise wenig Raum ein und werden zumeist als Weideland genutzt; hervorzuheben sind das 16,25 Hektar große große NSG Die Teichwiesen bei Heskem am Wittelsberger Bach sowie das insgesamt 32 Hektar einnehmende FFH-Gebiet Zwester Ohm im sich rasant absenkenden Tal des Namensgebers von unmittelbar unterhalb des Siedlungskerns Ebsdorfs bis zur Mündung. An den Hängen des tief eingetalten Pfingstgrabens nah Beltershausen stehen Quarzsande mit Braunkohlequarziten, Letten und unreine Kiese aus dem Oligozän an, nach Nordosten jenseits einer Verwerfung flankiert durch Bausandstein (dickbankige Quarzsandsteine des Mittleren Buntsandstein). Beide Gesteinsgruppen finden sich auch am Galgengraben, dessen markante Talung, die den Grünen Weg von Beltersgausen in Richtung Ebsdorf an dessen vorläufig tiefstem Punkt kreuzt, allerdings im Bausandstein verläuft. Beide Täler sind, wie weitere Geotope, mit Grünland und Baumgruppen bewachsen. Im höher gelegenen Siedlungsteil Ebsdorfs, unmittelbar unterhalb des Teufelskopfes, stehen braunkohlenführende Tone mit Sand- und Gerölllagen aus dem Miozän an; ebensolche finden sich auch an diversen Stellen links der Zwester Ohm inselartig. An der markanten Wittelsberger Warte steht Basalttuff der jüngeren Braunkohlenstufe (Miozän) an, in der näheren Umgebung auch limnische, d. h. von Binnengewässern stammende Sande und Tone aus Eozän und Unter-Oligozän.
Die obere Naturschutzbehörde Gießen führt den Landschaftsraum, nach Süden bis einschließlich Hachborn, aber ohne Ilschhausen und Erbenhausen („Ilschhausener Bergland“, zu dem auch der bewaldete Nordwesten des Vorderen Vogelsberg gezählt wird) als „Ebsdorfer Ackerlandschaft“.

### Südwestflügel (mit Amöneburg)
Der von links zur Ohm entwässernde Teil des äußeren Amöneburger Beckens nimmt etwa die anderthalbfache Fläche des Ebsdorfer Grundes ein und die Hälfte des eigentlichen Amöneburger Beckens (ohne Grund, jedoch mit Ohmsenke). In seiner Ausstattung ist er dem Ebsdorfer Grund recht ähnlich, weshalb ihn Sandner auch – irreführenderweise – zu diesem eingemeindete.
Die obere Naturschutzbehörde Gießen teilt den Südwestflügel in die drei Landschaftsräume „Zentrales Amöneburger Becken“ (Lahnberge- und Ohmseite unter Ausschluss Bauerbachs), „Amöneburg“ und „Mardorfer Ackerlandschaft“ (Vorland des Vorderen Vogelsberg).

#### Lahnbergeseite
Auf der Lahnbergeseite (Westen) wird nach Norden das Einzugsgebiet des Wittelsberger Bachs nebst Pfingstgraben von dem verzweigten, insgesamt 23,97 km² einnehmenden der Würf abgelöst. Die Namensbezeichnungen im System der Würf sind nicht einheitlich:
- Auf vielen aktuellen Karten (basemap.de[8], TopPlusOpen[7]) ist der nördlich von Wittelsberg auf Wittelsberger Gemarkung entspringende Quellbach, der von links den Bach aus dem Etzgrund (GKZ 25829216) aufnimmt, bereits als „Würf“ beschriftet, der von rechts den von der Arlle, Feuchtgebiet unmittelbar nordwestlich der (Roßdorfer) Warte, kommenden „Marienbach“ aufnimmt und fortan seinen Namen behält
- Auch auf der aktuellen TK 10 heißt der von der Arlle kommende Quellbach „Marienbach“, der Name „Würf“ ist allerdings erst unmittelbar vor Zusammenfluss mit dem Heiligen Born (s. u.) erstmals eingezeichnet.[7]
- In der Gewässerstationierung wird der Wittelsberger Quellbach („Würf“ laut basemap und TopPlus) als Hauptarm angesehen, über den die Stationierung erfolgt, jedoch heißen dort beide Quellbäche „Marienbach“.[10]
- Auf den Messtischblättern Amöneburg und Kirchhain um 1940 wiederum fließt unterhalb der randlich tangierten Dörfer Moischt und Schröck der dort erstmals deklarierte „Marienbach“ in den (deutlich kleineren) „Heiligen Born“[12] und dieser in den wieder deutlich kleineren „Arxbach“, um erst nach Einfließen der nicht namentlich deklarierten Würft mündungsnah „Die Wirft“ zu heißen.[13]
- Im Wege- und Gewässerplan des Amtes für Bodenmanagement Marburg wird der Roßdorfer Quellbach hingegen als „Seckbach“ bezeichnet, der Wittelsberger als Marienbach bzw. „Lindenborn“ – wobei mit dem (laut Quelle „örtlich“) als Lindenborn bezeichneten Abschnitt namentlich ein rechter Nebenbach (GKZ 25829214) gemeint ist.[14]

Diese Widersprüchlichkeiten deuten darauf hin, dass der Hauptbach in Moischt und Schröck eher als „Marienbach“ bekannt war/ist und in Großseelheim als „Würf“ (früher „Wirft“), der Roßdorfer Quellbach (GKZ 25829218) vor Ort als „Seckbach“. Während die Benennung des Wittelsberger Quellbachs als „Würf“ wie auch die Benennung des kleinen Zuflusses von den Flanken des Kleinseelheimer Kirschbergs als „Würft“ jüngerer Natur sein dürften.
Bei der Arlle handelt es sich um ein Feuchtgebiet, das als Ausgleichsfläche für den Bau der Ortsumgehung Roßdorf um 2006 neu geschaffen wurde. Es liegt nordwestlich der Roßdorfer Warte (233 m) auf Roßdorfer Gemarkung. Hier entspringt der Seckbach, der sich nach Verlauf in Richtung Nordwest und dann Westsüdwest am Lampertshäuser Teich mit dem von Süden kommenden, nördlich der Wittelsberger Hessel (236 m) entsprungenen linken Quellbach vereint. Der vereinigte Bach, lokal als Marienbach bekannt, mündet nach einem zunächst nach Nordwesten, dann nach Nordosten ausgerichtetem Verlauf ohne Dorfdurchfluss zwischen Klein- und Großseelheim (s. u.) im HRB Kirchhain in den Ohm-Nebenlauf Alte Ohm.
Das alte Dorf Moischt, heute Stadtteil von Marburg, liegt auf etwa 240 m ü. NHN, die neueren Dorfteile ziehen sich aber bis knapp über 280 m bis dicht vor die Lahnberge; im alten Dorf entspringt ein linker Nebenbach des Marienbachs bzw. der Würf (GKZ 25829232), der in den Rauwiesen mündet. Das nordöstliche Nachbardorf Schröck liegt merklich tiefer (Kirche: 215 m, neuere Teile im Norden maximal 250 m), insbesondere senkt sich jedoch die Grenze zu den Lahnbergen an einer Verwerfung, jenseits derer der Osthang eine Steigung von 50 % aufweist, am Elisabethenbrunnen nordwestlich des Dorfs auf nur noch 250 m. Schröck wird von der Himborn (GKZ 25829234) durchflossen, deren Oberlauf am Schützenhaus sehr naturnah gehalten wurde und die in nur 250 m östlicher Entfernung zum Dorf in den Marienbach mündet, der dort auch seine Richtungsänderung vollzieht. Der Heilige Born (GKZ 2582924), Quelle unmittelbar nordwestlich des Dorfes, mündet unterhalb und ebenfalls von links. Weiterhin nimmt der Marienbach bzw. die Würf noch bis zum Eintritt ins HRB Kirchhain unmittelbar jenseits der Landesstraße Uni Lahnberge–Kirchhain von links den Arzbach (GKZ 2582926) und von rechts die Würft (GKZ 25829294) auf. Speziell die Arzbachaue war im Jahr 2002 Objekt diverser Renaturierungsmaßnahmen. Openstreetmap zeichnet dort ein „Naturschutzgebiet für gefährdete Arten Arzbach“ ein, das das Bundesamt für Naturschutz jedoch nicht kennt.
Nördlich schließt sich auf der Lahnbergeseite das etwa 6,51 km² große EZG des Bauerbachs an, der im Stocksgrund auf knapp 300 m am Rand der Lahnberge entspringt, aber noch von weiteren Quellbächen rund um das Dorf Bauerbach, ebenfalls Stadt Marburg, gespeist wird, dessen äußersten Süden er durchfließt. Bauerbach ist ein ausgesprochener Höhenort und zieht sich bis über 310 m vor die Lahnberge, deren Rand-Verwerfung hier deutlich höher liegt als noch in Schröck, nach Norden endet die Besiedlung exakt an der Wasserscheide. Trotz der Höhenlage steht unmittelbar südlich und südöstlich Bauerbachs bester Lößlehm an; nach Nordosten folgt jedoch der bewaldete Kamm der Hinteren Lahnberge, auf denen Bausandstein (Quarzsandstein, Gerölllagen, Stubensand des Mittlerer Buntsandsteins) ansteht.

#### Ohmseite
Der Bauerbach fließt nach Osten in Richtung Großseelheim, heute Stadtteil von Kirchhain, von wo aus er früher nah deren Mündung in die Alte Ohm in die Würf mündete, heute jedoch am Dorfrand die Staumauer westlich parallel nach Norden begleitet und erst unmittelbar nach dem Abschlussbauwerk in die wiedervereinigte Ohm fließt. Zwar steht in Großseelheim und dem sich nach Nordwesten anschließenden unteren Hang der Hinteren Lahnberge Röt (Oberer Buntsandstein) an (der Gipfel im Rücken Großseelheims heißt auch treffend Röteberg), in höheren Lagen vor dem Bausandstein des Kammes folgt jedoch wieder ein Streifen Lösslehm, der bis zum Süden Schönbachs, ebenfalls Kirchhain, am gleichnamigen Kleinbach reicht.
Das südöstliche Gegenstück zum Röt-Hang der Hinteren Lahnberge mit Großseelheim ist jenseits der Würf der Röt-Nordhang des Katzbergs mit Kleinseelheim, welches allerdings auch ohne Deich weitgehend in hochwassersicherer Höhe liegt. Während der Nord- und Nordosthang des Katzbergs als Grün- und Weideland dient, liegen auf dem kompletten Gipfel und dem West- bis Südosthang fruchtbare Äcker; östlich werden Katzberg und Kleinseelheim vom Kleinseelheimer Graben flankiert, dessen Unterlauf bei Hochwasser auch diesseits der Landesstraße durch eine Unterführung vom Wasser des Rückhaltebeckens erreicht werden kann, weshalb hier der Dorfrand durch einen Deich geschützt wird.
Zwischen Schröck im südlichen Westen, Kleinseelheim im Nordosten und Roßdorf (s. u.) im Südosten liegt ein 13,6 km² großes Ackergebiet, das weder durch Siedlungen noch durch öffentliche Straßen unterbrochen wird, sondern allenfalls stellenweise in Feuchtgebieten durch Grünland und durch nur wenige kleine Baumgruppen. Dieses Zentralsegment des Amöneburger Beckens wird im nördlichen Osten nur durch die Landesstraße Fronhausen–Kirchhain vom in orographischen Grenzen 6,1 km² einnehmenden, zu allen anderen Seiten durch potentielle Hochwasserflächen (LSG Auenverbund Lahn-Ohm) umschlossenen Kegel der Amöneburg getrennt, der in seinem eigenen Artikel beschrieben wird. Wirklich singulär an der Amöneburg ist das gleichnamige Naturschutzgebiet mit Steilhängen und eingeschlossener Oberstadt. Der Fuß des Kegels bis in Höhen des NSG wird auch ackerbaulich genutzt, wobei an Nord- und Westhang auf limnischen Sanden und Tonen Weideland vorherrscht. Im Vergleich zu anderen inneren Erhebungen, aber auch zum Vorderen Vogelsberg, sind die Hänge ausgesprochen steil und haben in der Unterstadt auch im Fußbereich schon Steigungen von bis 10 %, nur Süd- und vor allem Südwestflanke steigen außen flacher an (siehe Topographieabschnitt).

#### Vorland des Vorderen Vogelsberg
Beim Höhenort Höingen entspringt auf dem Plateau des Vorderen Vogelsbergs der Hundsbach, der in gut 2 km Abstand zur Zwester Ohm nach Südwesten fließt. Nach 5,8 km Fließweg, unterhalb Höingens komplett im Wald, ändert sich sein Name auf Rulfbach, als der er bis zur Mündung in die Ohm weitere 8,7 km zurücklegt, von denen nur die unteren 5,8 km, nach Durchfließens des Schlossparks Rauischholzhausen, im Siedlungs- und Ackergebiet des Amöneburger Beckens verlaufen; der Rulfbach entwässert insgesamt ein EZG von 26,23 km². Rauischholzhausen liegt östlich unweit Wittelsbergs und gehört wie dieses zur Gemeinde Ebsdorfergrund, unmittelbar südöstlich Holzhausens durchfließt der Rulfbach Roßdorf, zur Stadt Amöneburg eingemeindet. Roßdorf und Rauischholzhausen liegen, wie auch Wittelsberg und Heskem, unmittelbar rechts der Ebsdorfergrund-Landesstraße Fronhausen–Kirchhain; unmittelbar vor Roßdorf kreuzt die Landessteraße Marburg–Homberg, an der Roßdorf und alle nachfolgend genannten Orte liegen, deren kürzere Bäche alle mehr oder weniger am Osthang der Mardorfer Kuppe und ihrer Ausläufer entspringen. Mardorf liegt am Lambach (EZG: 4,95 km²), Erfurtshausen am Erfurtshäuser Bach (6,28 km²), beides heutige Stadtteile von Amöneburg. Erfurtshausen liegt heute komplett rechts jenseits der Landesstraße, die folgenden nach Homberg eingemeindeten Dörfer Haarhausen (am Pferdsgraben), Gontershausen und Ober-Ofleiden werden unmittelbar passiert. Im Rücken der drei Orte ziehen sich die fruchtbaren Äcker bis etwa 280 m Höhe und teils höher, während bei Mardorf und dem etwas höher gelegenen (bis etwa 250 m besiedelt) Erfurtshausen sich der Wald tiefer zieht. Abgeschlossen wird das Offenland am Hang durch das Tal des Homberg entgegenfließenden Schadenbach, der im Vorderen Vogelsberg oberhalb von Schadenbach entspringt.
Seit dem Jahr 2007 brüten, nach 39-jähriger Pause, wieder regelmäßig Weißstörche auf dem Molkereischonstein in Rauischholzhausen. Ursächlich bzw. begünstigend hierfür könnte die Arlle, eine 2006 geschaffene Ausgleichsmaßnahme für die Ortsumgehung Roßdorf und Rauischholzhausen sein. Es handelt sich um eine feuchte Weide mit einem kleinen, flachen periodischen „Pusztasee“ nordwestlich der Roßdorfer Warte, im Quellbereich des Marienbachs (Haupt-Oberlauf der Würf, in den Maßnahmen als „Seckbach“ deklariert).
Die obere Naturschutzbehörde Gießen nennt den hier beschriebenen Landschaftsraum „Mardorfer Ackerflächen“.

### Homberg-Rüdigheimer Beckenrand
Gerhard Sandner zog die südöstliche Grenze des Amöneburger Beckens zum Nördlichen Vogelsberg-Vorland unmittelbar vor die Stadt Homberg (Ohm), landläufig werden die Stadt und ihr Schlossberg mit Burg Homberg jedoch als ihr südöstlicher Eckpfeiler angesehen. Sie liegt auch noch komplett im geologischen Strukturraum Amöneburg-Neustadt-Erksdorfer Becken. Am Fuße steht limnischer Sand an, aufsteigend folgen dann Tone des Ober-Oligozän („Vallendarer Schichten“) und Lößlehm, an der Kuppe des Schlossbergs Basanit. Die Hänge zwischen Homberg und dem eingemeindeten Nieder-Ofleiden sind unterhalb des Ergussgesteins Trapp (Dolerit) in höheren Lagen des Hochbergs, das am Basaltwerk Nieder-Ofleiden abgebaut wird, lößlehmreich. Nördlich des Dorfes werden sie von Flussaufschüttungen der Ohm aus dem Pliozän abgelöst, bis sich der Boden zum Torfmoor Schweinsberger Moor senkt. In der ursprünglichen Ausdehnung des Moores war die Nominalstadt Schweinsberg, heute Stadtteil von Stadtallendorf, mit seiner Basaltkuppe auf limnischen Ton von Norden über Osten bis nach Süden von Moor umschlossen gewesen und war eine Insel in der Niederung aus dem eigentlichen Ohmtal im Westen und dem Moor, die nur über den Damm der Straße Weidenhausen / zum Schafgarten zu den Geröllhängen im Osten erschlossen war. Heute indes ist das namentliche Schweinsberger Moor durch den Damm der Niederofleidener Straße vom Nordteil des Moores mit dem NSG Saurasen bei Schweinsberg getrennt. Die Unterstadt westlich der genannten Straße und östlich der Kuppe liegt auf ehemaligem Moorgebiet, kann jedoch nunmehr als Teil des äußeren Beckens gesehen werden.
An die limnischen Sand- und Tonhänge unmittelbar nordwestlich der Moore um die beiden gerodeten Doleritkuppen oberhalb Rüdigheims (Stadt Amöneburg) schließen sich die vergleichbar hohen Hügel des Brückerwaldes (FFH-Gebiet Brückerwald und Hußgeweid) an, die in Bausandstein überleiten und als außerhalb des Beckens angesehen werden können; sie ziehen sich bis unmittelbar vor den Mündungslauf der Klein.

### Kirchhainer Beckenrand
Nordöstlich der früheren Kreisstadt Kirchhain geht das Amöneburger Becken in den etwas hügeligeren, jedoch in der Fruchtbarkeit des Bodens ähnlichen Neustädter Sattel über, der sich auch mit dem Becken den geologischen Strukturraum Amöneburg-Neustadt-Erksdorfer Becken teilt. Die naheliegendste Grenze zwischen beiden Landschaften läge wohl unmittelbar jenseits nordöstlich des Tals des rechten Klein-Zuflusses Netzebach, jenseits dem die Reliefenergie spürbar ansteigt und sich die Rodung zwischenzeitlich verengt. Damit läge neben Kirchhain selber noch der heutige Ortsteil Langenstein auf dem kleinen Randsegment zwischen Klein und Wohra. Die Hänge zum Burgholz der Gilserberger Höhen werden auf Kirchhainer und Langensteiner Seite noch bis auf über 300 m Höhe beackert und im Norden Kirchhains bis über 290 m besiedelt. In den Höhenlagen steht auch Lößlehm an, während sich vom Norden Kirchhains bis zum Norden Langensteins ein Streifen im Bausandstein zieht. Die beiden Orte selbst liegen größtenteils auf Röt, zu den flachen Lagen hin stehen Flussaufschüttungen des Diluvium, am Kirchberg mit der Stadtkirche Kirchhain ist es Oberer Melanienton aus dem Oberoligozän mit einem Sockel aus Septarienton aus dem Mitteloligozän.
Die Feuchtwiesen südöstlich Stausebachs und die schmale Aue der hier abzweigenden Mühlenwohra bis zur Mündung sind Teil des insgesamt 279 Hektar großen FFH-Gebiets Wohraaue zwischen Kirchhain und Gemünden (Wohra), das, wie der Name bereits sagt, weit über das Amöneburger Becken hinaus geht und nach Norden bis Gemünden (Wohra) reicht.

### Stausebach-Anzefahrer Beckenrand und (Betziesdorf-)Sindersfelder Bucht
Die südliche Abdachung des Kleinen Burgwalds zum Amöneburger Becken liegt heute ganz auf Kirchhainer Stadtgebiet. Die Böden sind hier merklich schlechter als in den Abdachungen zu Lahnbergen, Vorderem Vogelsberg und Nördlichem Vogelsberg-Vorland. Stausebach schließt sich unmittelbar nordwestlich an das Mündungstal der Wohra an, ist von der Höhenlage her allerdings überschwemmungssicherer als die niedrigeren Teile von Anzefahr in westnordwestlicher Nachbarschaft; Niederwald liegt hingegen merklich südlicher und niedriger mitten im Gebiet der früheren Ohmsenke, ist heute indes durch Deiche geschützt.
Stausebach stößt nach Nordosten bereits in den unfruchtbaren Bausandstein, Anzfefahr liegt fast komplett auf ihm. Östlich Stausebachs tritt ein auch weiter nach Süden reichender Streifen Röt dazwischen, an den nach Südwesten auch ein kleines Lößlehm-Segment stößt. Ansonsten stehen Flussaufschüttungen des Diluvium mit Schotter, Kies und Sand an, um Niederwald auch, wie im Wohratal und im HRB Kirchhain, Talboden-Aufschüttungen des Holozän (Alluvialboden).

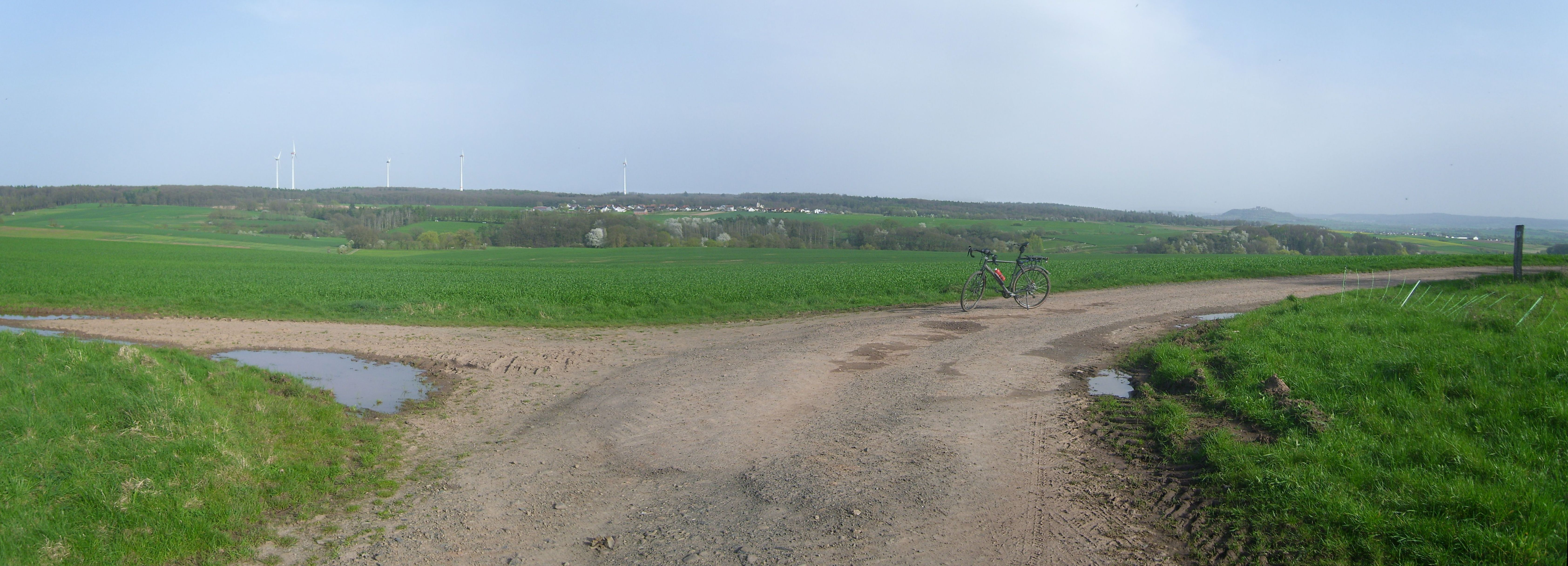
Blick von der Betziesdorfer Höhe auf Sindersfeld in etwa gleicher Höhe und die Amöneburg; die Furche des Teufelsgrabens ist gut durch ihre begleitende Bewaldung zu erkennen.

Gerhard Sandner lässt das Amöneburger Becken unmittelbar jenseits von Anzefahr und vor dem Nebelsberg „nicht linienhaft festlegbar“ enden, jedoch zieht sich die Höhenschwelle der Hinteren Lahnberge und des Nebelsbergs weiter über den Hornbühl zur Betziesdorfer Höhe, wodurch auch Betziesdorf, ohnehin noch niedrig gelegen, mit im Becken läge. Betziesdorf ist auch direkt über die vom Lahntal kommende ehemalige B 62 (mit dem Bau der heutigen B 62 Landesstraße) mit Anzefahr, Stausebach und Kirchhain verbunden.
Der Höhenort (knapp 280 bis über 290 m) Sindersfeld hat demgegenüber in etwa die Höhenlage Bauerbachs. Zwar ist der Hang hier etwas steiler als zu Bauerbach oder zu Frauenberg (die Kreisstraße von Betziesdorf hat über weite Strecken 10 % Steigung), jedoch existiert bis zur Waldgrenze keine natürliche Grenze und die Äcker sind, anders als die der Rauschenberger Mulde jenseits des Kleinen Burgwalds, bis in höhere Lagern lößhaltig. Nordöstlich von Betziesdorf wie auch um Sindersfeld finden sich gute Lößlehmböden, die bei Sindersfeld von Bausandstein gerahmt sind und bei Betziesdorf nach Westen an Röt stoßen, der auch auf der Betziesdorfer Höhe ansteht. Da zwischen den nördlichen Betziesdorfer Äckern und denen von Sindersfeld der tief eingekerbte Teufelsgraben von Nord nach Süd fließt, haben die Betziesdorfer Äcker eine Hangneigung nach Osten und die Sindersfelder eine nach Westen – neben einer Neigung nach Süden vom Kleinen Burgwald zur Ohm hin. Die nach Westen, Norden und Osten deutlich gerahmte Landschaft mit fließendem Übergang zum flachen Hügelland bei Anzefahr könnte man als (Betziesdorf-)Sindersfelder Bucht bezeichnen.
Die Schwelle aus Nebelsberg, Hornbühl und Betziesdorfer Höhe ist nicht nur eine naturräumliche Grenze, sondern trägt auch die Gemeindegrenze von Cölbe im Westen zur Stadt Kirchhain im Osten. Da jedoch Betziesdorf nebst Nebelsberg und Osthälfte des Hornbühl bereits vor der Auflösung bzw. Eingliederung des Kreises Kirchhain im Jahr 1932 zum Kreis Marburg gehörte, bildete bis dato der Teufelsgraben östlich der Höhenzüge die Kulturscheide. Unmittelbar westlich des Mündungslaufes des Teufelsgrabens liegt, knapp auf Betziesdorfer Gemarkung, das 12,26 Hektar große NSG In der Teisebach bei Anzefahr.

### Ginseldorf-Schönstädter Bucht
Es war einmal ein Mann.

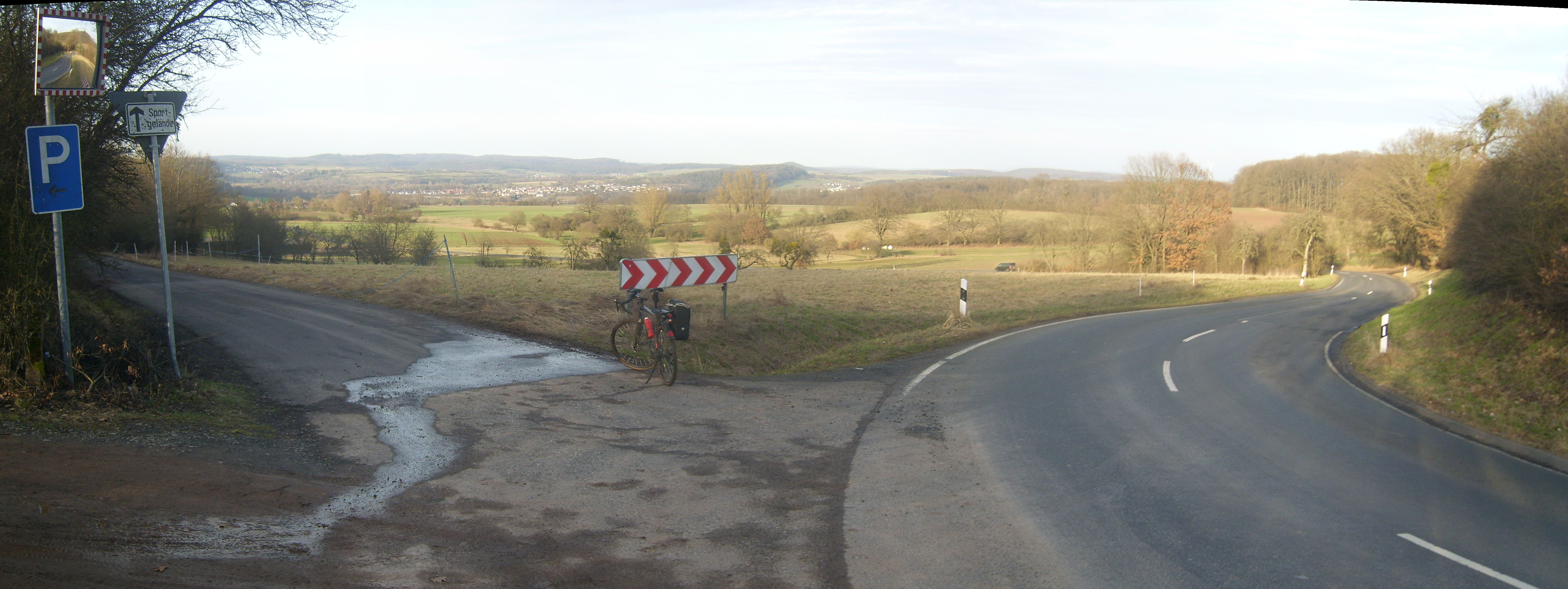
Blick vom Rücken Bauerbachs zur Ginseldorf-Schönstädter Bucht; halblinks und größtenteils durch Bäume verdeckt Ginseldorf, in der Bildmitte Bürgeln, links im Hintergrund das Höhendorf Reddehausen, rechts davon der Hügel des Flugplatzes Schönstadt, rechts davon Schönstadt "über" Bürgeln; in der Bildmitte die Bewaldung des Hornbühl, rechts dahinter der Hirschberg am Forsthaus Bracht im randlichen Nördlichen Burgwald.

Anders als die Sindersfelder Bucht mit fließendem Übergang in die niedrigeren Lagen des Amöneburger Beckens trennen Hinterlahnberge, Nebelsberg und Hornbühl nach Westen ein asymmetrisches Becken ab, das nur an schmalen Korridoren in die gerodeten Nachbarlandschaften übergeht. Eine vergleichsweise scharfe, aber korridorartige Südgrenze bildet die nördliche Wasserscheide des Bauerbachs, die mit der nördlichen Besiedlungsgrenze des Dorfes Bauerbach zusammenfällt, die Waldgrenze von Hohen (Westen) und Hinteren Lahnbergen (Osten) begrenzen die allmählich zum Tal der Ohm abfallende Ginseldorfer Bucht umso schärfer. Die zu kleineren Teilen auf Bauerbacher, größtenteils jedoch auf Ginseldorfer Gemarkung liegenden Feld3er sind, wie auch anderswo vor dem Osthang der Lahnberge, sehr lößreich. Das sich unmittelbar nach Norden an Ginseldorf anschließende Bernsdorfer Ohmtal weitet sich nach Durchfließen der Hinterlahnberge-Nebelsberg-Schwelle, um sich beim Bernsdorfer Durchbruch umso deutlicher zu verjüngen; wie anderswo ist es von regelmäßig überschwemmten Grünland begleitet, nordwestlich Bürgelns stehen seit einigen Jahren, nach einer Flutung alter Kiesgruben, die Bürgelner Kiesteiche.
Die Schönstädter Bucht, die sich als südliches Vorland des Burgwaldes nördlich des Ohmtals anschließt, ist deutlich größer und facettenreicher als die Ginseldorfer und insgesamt in ihrer Landeschaftsausstattung in etwa eine Mischung aus der klimatisch raueren und bodentechnisch kargeren Rauschenberger Mulde im Nordosten und dem klimatisch noch milderen, flachwelligeren und lößreicheren eigentlichen Amöneburger Becken im Südosten. Bereits Bürgeln steht, wenngleich in unmittelbarer Nachbarschaft zur Ohm, auf einem Hügel des Mittleren Buntsandsteins, der allerdings nur 230,5 m (Wert aus älterer TK) erreicht. An den Westhängen des Hornbühl, die den Norden der Bürgelner Gemarkung einnehmen, steht, anders als an seinen Osthängen, bis in die Niederungen des Roten Wassers Mittlerer Buntsandstein an. Sie werden zwar ackerbaulich genutzt, doch sind nur vergleichsweise anspruchslose Früchte tragbar.

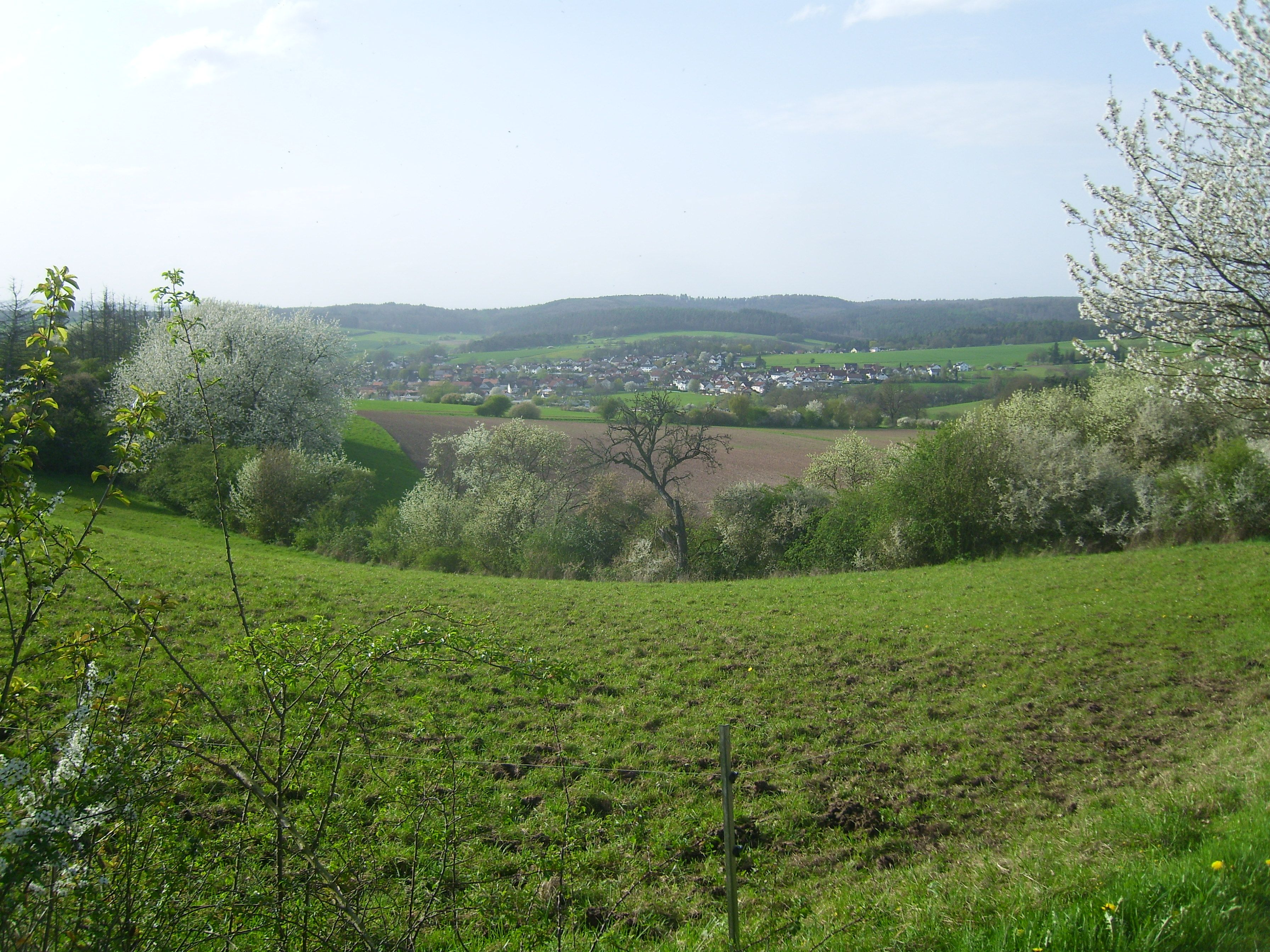
Schönstadt von der Betziesdorfer Höhe aus, im Hintergrund der Burgwald mit Hoheberg (305 m, Gemarkung Bracht) und, dahinter, Stirnhelle/Gerlachsberg (387,6 m, Gemarkung Oberrosphe)

Das Zentrum der Schönstädter Bucht nimmt ein bis 257 m hoher, nach Norden kaum durch eine Scharte abgesetzter Hügel des Mittleren Buntsandsteins ein, auf dessen Gipfelrücken die Start- und Landebahn des Flugplatzes Marburg-Schönstadt liegt und dessen Südhang ein Golfplatz einnimmt. Am Südosthang findet sich, knapp oberhalb des Roten Wassers, ein von Fleckenbühl nach Südwesten reichender, schmaler Streifen mit guten Lößlehmböden. Schönstadt im Nordosten der Bucht steht bereits auf dem Mittleren Buntsandstein des Burgwaldas, seine Hänge zur Betziesdorfer Höhe jedoch auf Röt. Gute Lößlehmböden finden sich westlich und nordwestlich Schönstadts, rund um den 260 m erreichenden Röt-Hügel Galgenstrauch, der vom Flugplatzhügel durch die Straße Schönstadt-–Reddehausen getrennt wird. Das Dorf Reddehausen im Nordwesten der Bucht ist zwar bis in Höhen von über 280 m bebaut, jedoch, anders als Sindersfeld, kein reiner Höhenort; die Dorfkirche steht nur auf einer Höhenlage von etwa 250 m. Unmittelbar nordwestlich und südwestlich des Dorfes herrscht auf Röt Grünland vor, im Norden der Gemarkung allerdings Ackerbau.
Nordöstlich von Schönstadt bildet die Rodung von Schwarzenborn einen Korridor zur Rauschenberger Mulde, Schwarzenbornbach und Bundesstraße 3 nutzen seine Südostseite, unmittelbar an der Waldgrenze des Kleinen Burgwalds. An den Südosthängen der Hirschberge um Schwarzenborn finden sich die letzten guten Lößlehmböden, die nach Nordosten in etwa an der Verbindungslinie zwischen Großem Hirschberg und Altem Rauschenberg enden.
Die obere Naturschutzbehörde Gießen führt die Schönstädter Bucht, ohne Ginseldorf und die Felder südlich davon, als Landschaftsraum „Schönstädter Bergland“ (obgleich von „Bergen“ nur in der Nachbarschaft die Rede sein kann) und trennt sie ebenfalls von der Rauschenberge Mulde (dort, vereinigt mit dem Wohratal bei Wohra und Langendorf sowie dem Burgwaldrand bei Hertingshausen: „Rauschenberger Ackerlandschaft“).

### Ohmsenke

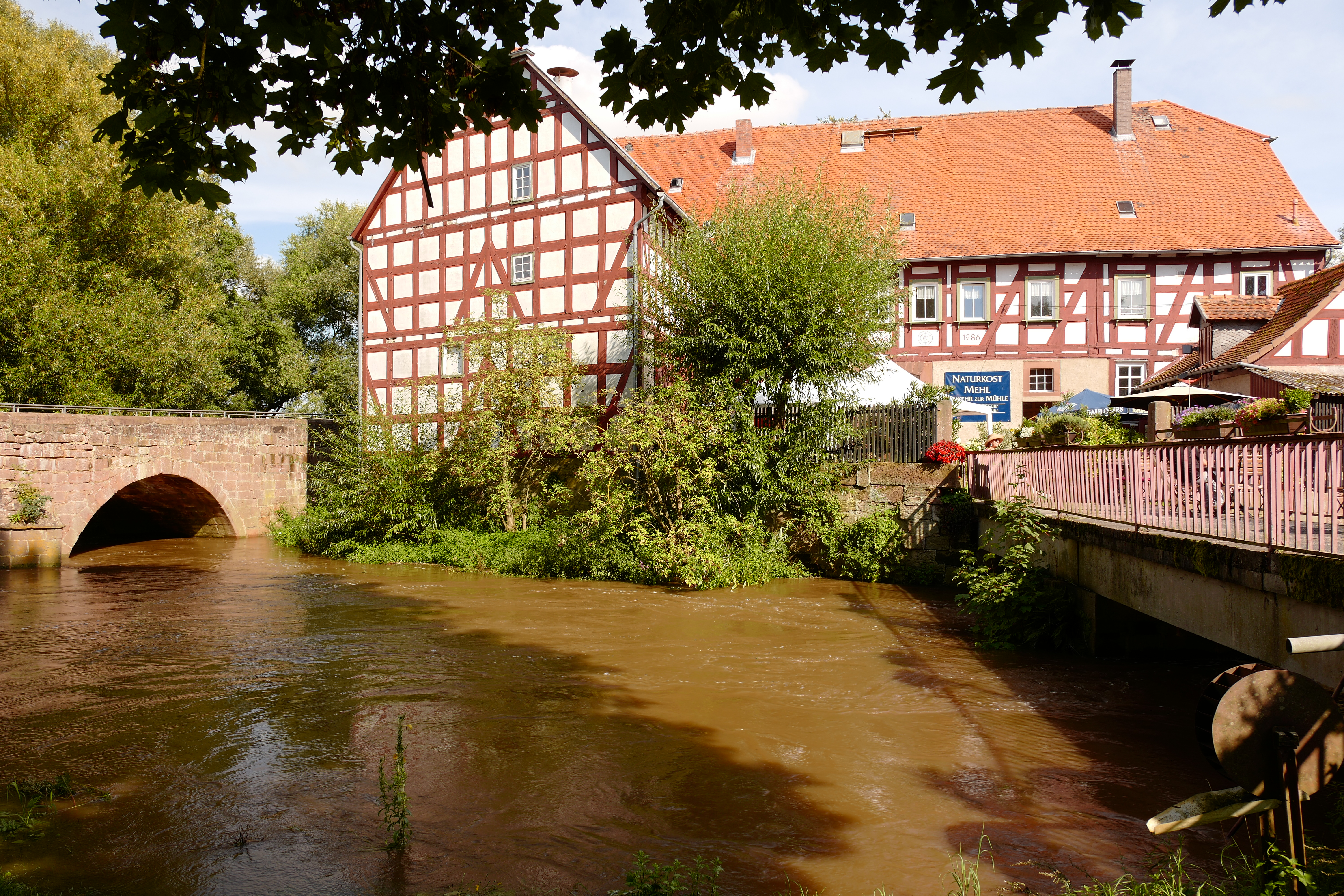
Die Brücker Mühle bei Hochwasser im Sommer 2023

Seit den Arbeiten zum Handbuch der naturräumlichen Gliederung Deutschlands (speziell 1957) nebst Blatt 125 Marburg (1960) hat sich die tischebene Senke der Ohm innerhalb des Amöneburger Beckens spürbar verändert. Speziell der Bau des HRB Kirchhain bei gleichzeitigem Bau von Deichen um Schweinsberg hat dafür gesorgt, dass menschliche Siedlungen nicht mehr zu den regelmäßig überschwemmten Gebieten gehörten. Heute enthält die Senke vor allem Grün- und Weideland und das Abschlussbauwerk des HRB Kirchhain reguliert insbesondere die Lahn in Marburg insoweit, als bei Schneeschmelzen die Hochwasserspitzen aus dem Rothaargebirge (über die Oberlahn) und die aus Vogelsberg (Ohm) und Kellerwald (Wohra) zeitversetzt in der Universitätsstadt ankommen.
Die Ohmsenke wird an der Engstelle der Brücker Mühle unmittelbar östlich des Kegels der Amöneburg in zweiTeilsenken separiert, deren nordwestliche durch das HRB Kirchhain reguliert wird.

#### Schweinsberger Ohmsenke

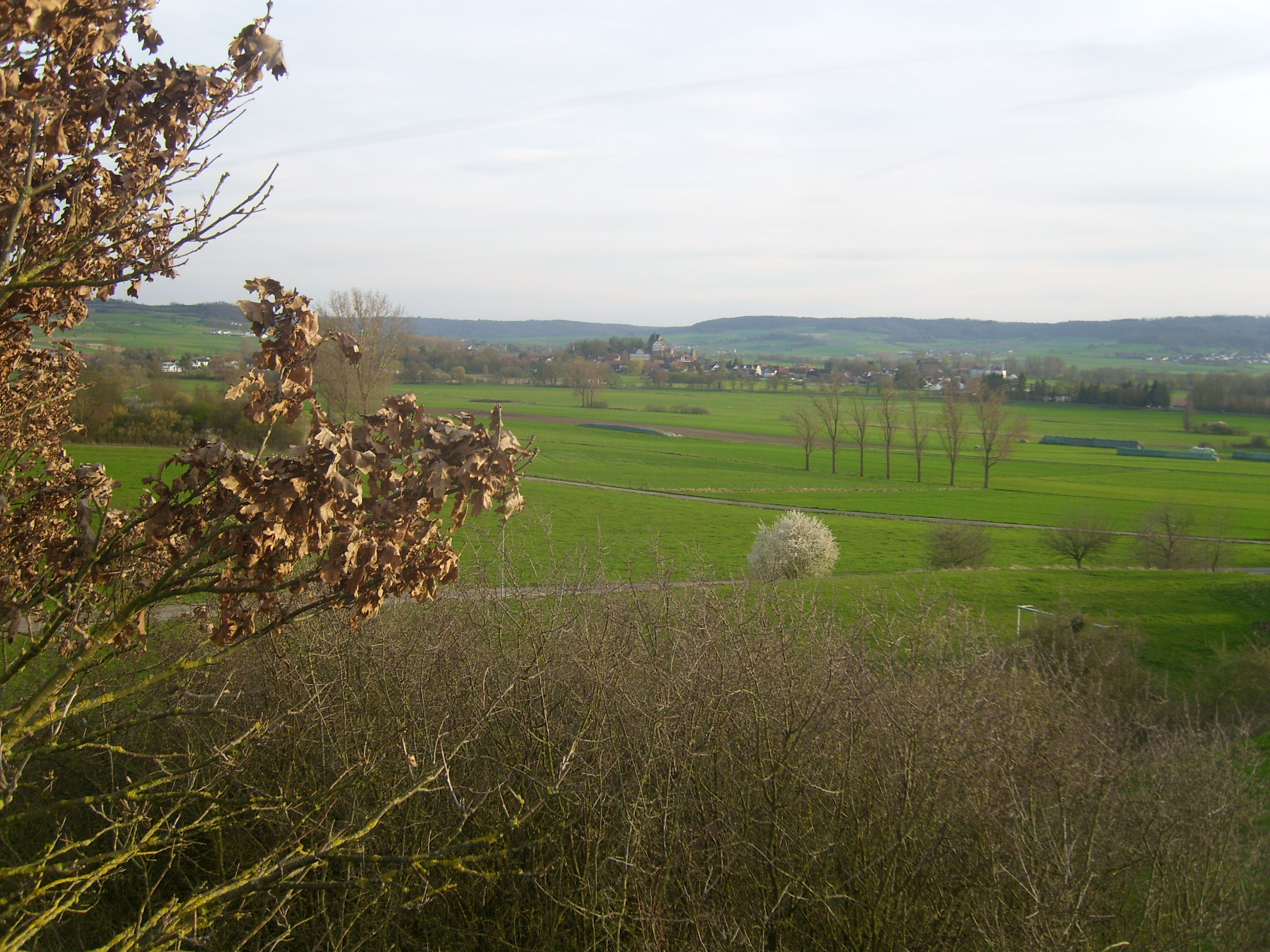
Blick vom Kreuzwarteküppel auf die Schweinsberger Ohmsenke mit Schweinsberg

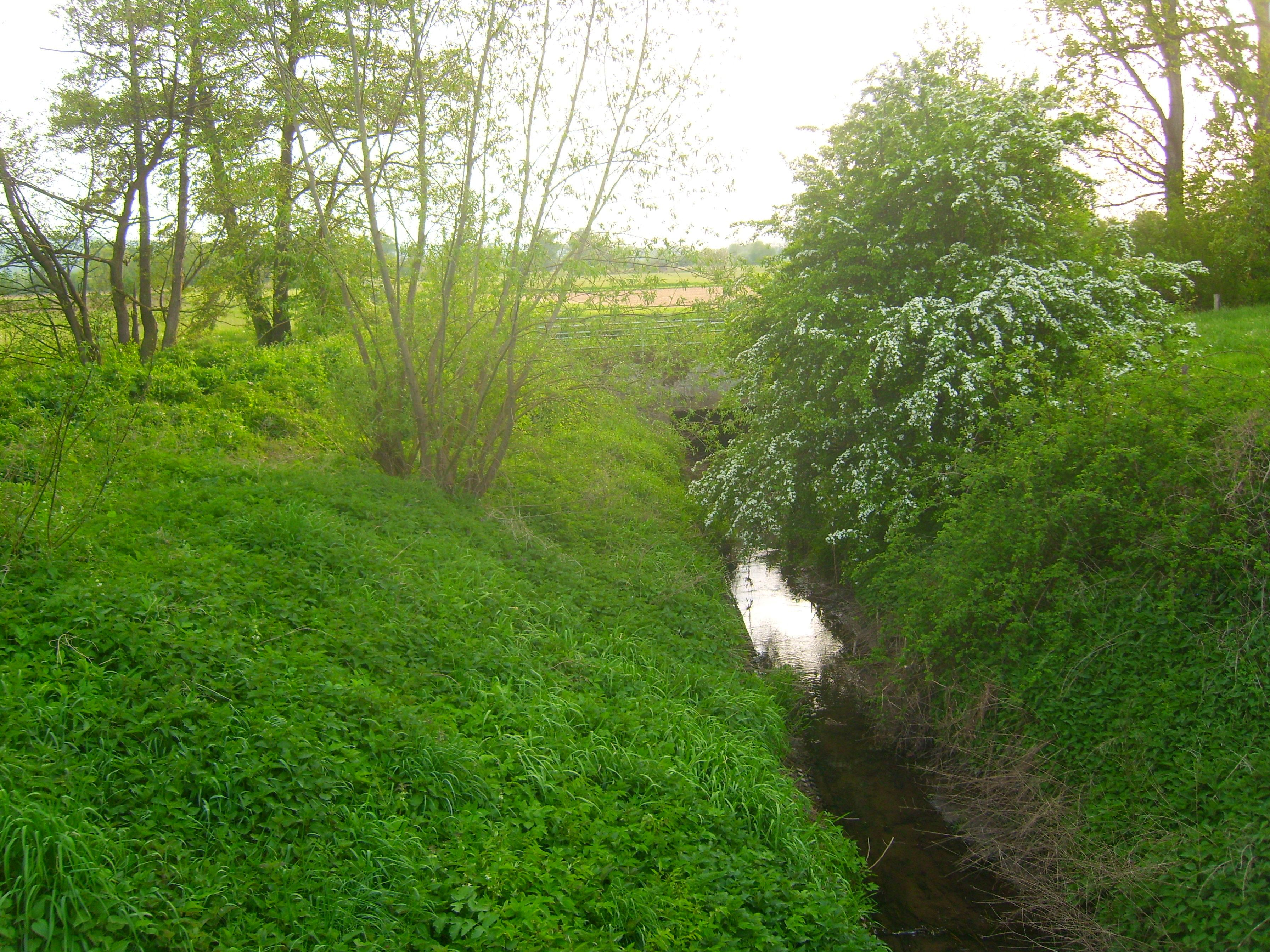
Unterführung des A-Grabens unter eine Kanalbrücke des Brücker Mühlgrabens bei Rüdigheim

Nach Durchfließen der Talenge zwischen dem Herrmannsberg (335 m) auf Seite des Vorderen Vogelsberg im Süden und dem Homberger Schlossberg (295 m, Burg Homberg) im Norden weitet sich die Talung der Ohm bei westlichem Umfließen des Schlossbergs allmählich, um ab Ober-Ofleiden sich, bei Annehmen einer Nordwest-Richtung, zu einer breiten und flachen Talaue auszuweiten. Schweinsberg lag historisch auf einem Hügel inmitten dieser Senke und stieß nach Osten auf das Schweinsberger Moor, das, durch Teile der heutigen bewohnten Nominalstadt, nach Norden über das heutige NSG Saurasen bei Schweinsberg hinaus reichte.
Von dem naturnahen Grünland, das diese Senke begleitete, wurden um die Jahrtausendwende einige Flächen in Ackerland umgewandelt, was Entwässerungsmaßnahmen und intensive Düngung erforderlich machte und das benachbarte Grünland artenärmer macht. Hiervon ist insbesondere der südöstlichste Abschnitt der Ohmsenke, gleichzeitig Südostteil der Schweinsberger Senke, nach Norden bis knapp über die Schweinsberger Brücke reichend, betroffen. In diesem Abschnitt bildet der Burggraben einen linken Nebenarm der Ohm.
Mit dem Wiederzufließen des Burggrabens spaltet sich die Ohm wiederum in die Alte Ohm als linken und den Brücker Mühlgraben als rechten Hauptarm, die etwa die gleiche Wassermenge führen und sich bei Rüdigheim bis 700 m voneinander entfernen; in der Gewässerstationierung werden die Ohm-km üder den Brücker Mühlgraben gezählt. Unmittelbar südlich der Bebauung Rüdigheims wird der Brücker Mühlgraben vom aus Richtung Schweinsberg kommenden A-Graben an einer Kanalbrücke unterquert, der deutlich diesseits der Brücker Mühle der Alten Ohm zufließt.
Die Ohmaue ab Spaltung in Alte Ohm und Brücker Mühlgraben trägt das 199 Hektar FFH-Gebiet Ohmwiesen bei Rüdigheim, von denen rund 50 Hektar nördlich jenseits der Brücker Mühle liegen. Dieser Abschnitt der Ohmsenke ist der naturnächste. Während der Planung des HRB Kirchhain war auch angedacht gewesen, noch vor der Brücker Mühle eine Staustufe zu platzieren – was dann verworfen wurde. Mit der Folge, dass sich bei Hochwasser von der Brücker Mühle aus ein Rückstau entwickeln kann, der zum temporären (jeweils nur wenige Tage währenden) „Rüdigheimer Ohmsee“ mit einer Breite von bis zu 1 km und einer Fläche von bis um 3 km² führt. Dieser entsteht zuweilen auch dann, wenn das HRB Kirchhain noch gar nicht gestaut ist.
Das Südostsegment des insgesamt 1325 Hektar großen Vogelschutzgebiets Amöneburg fällt größtenteils mit der Schnittmenge aus dem Landschaftsschutzgebiet des Auenverbundes Lahn-Ohm mit der Schweinsberger Ohmsenke zusammen, geht jedoch stellenweise nach außen etwas ins Hügelland und enthält andererseits nicht die untere Rulfbachaue und von der ohnehin kleineren Lambornaue nur einen kleinen Teil. Nach Norden endet es, unter Ausschluss der Brücker Mühle, an der Eisenbahntrasse, nach Süden endet es nur knapp hinter der Landkreisgrenze und enthält nur sehr kleine nördliche Gemarkungsanteile von Haarhausen und Nieder-Ofleiden. Im Nordwesten des Vogelschutzgebiets liegt, an der Lambornmündung und der Gemarkungsgrenze zwischen Mardorf und Amöneburg, das Bekassinenloch, eine 25 Hektar große Ausgleichsmaßnahme für den Abschluss der A 49, die ab Ende 2024 das Amöneburger Becken in geringem Abstand zwischen Niederklein und dem Nordosten Hombergs flankieren wird. Die Lambornmündung wurde nach Nordwesten umverlegt und der Bachunterlauf in einen mäandernden Lauf gezwungen, weitere Maßnahmen zur dauerhaften Vernässung wurden eingeleitet. Zur dauerhaften Landschaftspflege wurden domestizierte Wasserbüffel angeheuert, die, anders als andere Rinderarten, dazu tendieren, sich bei Hitze zu suhlen und so den Ursprungszustand aufrechtzuerhalten. Ferner bieten sie den Bodenbrütern wie Kiebitz, Bekassine und Großem Brachvogel Schutz vor Fressfeinden wie dem Fuchs. Auch die gefährdete Kreuzkröte profitiert davon. Die Ausgleichsfläche wird nach Osten durch die Alte Ohm und nach Norden durch den Rulfbach begrenzt, nach Westen reicht sie nicht ganz bis an die Kreisstrqaße Mardorf–Amöneburg.

#### Kirchhainer Ohmsenke

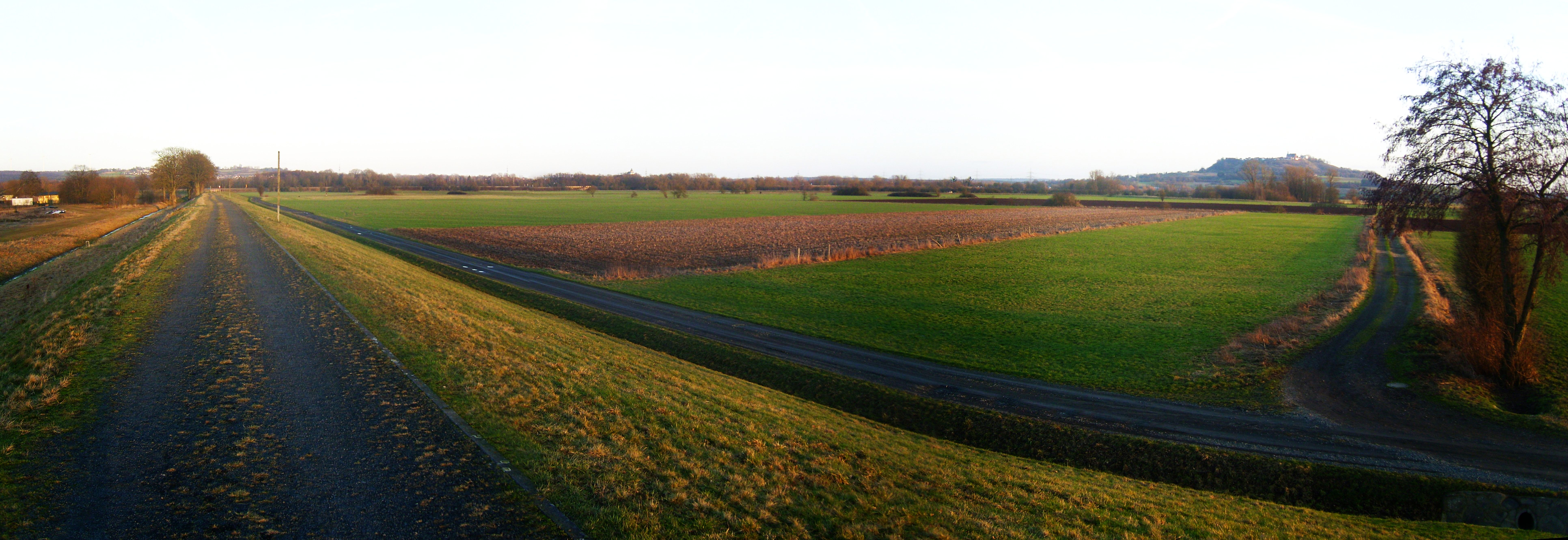
Blick vom Damm bei den sich unmittelbar links des Bildausschnitts anschließenden Baggerseen des Kieswerks Niederwald auf das Staubecken; rechts im Hintergrund die Amöneburg, halblinks am Horizont die Stadtkirche Kirchhain (nur bei deutlicher Vergrößerung zu erkennen).

Die Ohmsenke unterhalb der Brücker Mühle ist heute (2024) ein Gesamt-Bauwerk großer Präzision. Wurden früher niedrigere Wohnlagen von Niederwald und Großseelheim speziell bei Schneeschmelze regelmäßig geflutet, so dauern heute auch bei starken Regenfällen und Hochwassern die Zeiten, in denen das HRB gemieden werden muss, nur kurz an. Ein sehr präzises Wegenetz sorgt dafür, dass Fußgänger und Radfahrer auch dann die Wege trockenen Fußes nutzen können, wenn die unmittelbar benachbarten Wiesen noch geflutet sind. Die neue Bundesstraße 62 wie auch andere Straßen, darunter „Am Amöneburger Tor“ zwischen Kirchhain und Amöneburg, früher regelmäßig bei Überschwemmung temporär unbefahrbar, wurden als Deiche neu geplant.
Zum HRB gehören auch die Mündungsbereiche von Wohra und Klein, die sich in den letzten 100 Jahren merklich verändert haben. Die heutige Mühlenwohra mit Mündung direkt neben der Kirchhainer Altstadt ist exakt der alte Mündungslauf der Klein, an dem Kirchhain einst lag – während der Mündungslauf der Klein näher an die Brücker Mühle vorverlegt wurde. Hier, unmittelbar südlich der Kirchhainer Kernstadt, wurde ein größerer Anteil der einstigen Wiesen in Äcker umgewandelt – was, wie auch im südöstlichen Teil der Schweinsberger Ohmsenke, ein aufwendiges Entwässerungssystem notwendig machte.

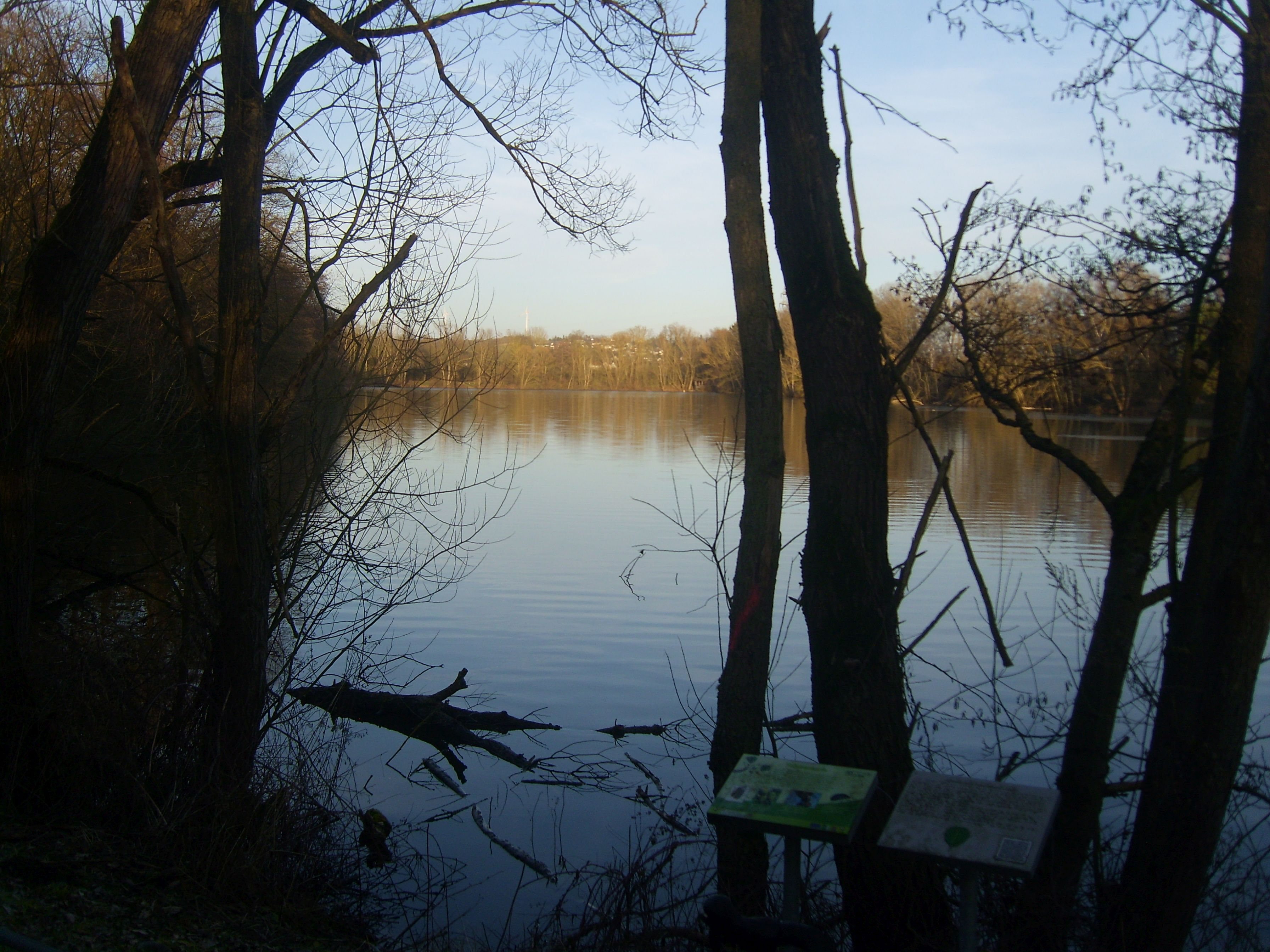
Der Erlensee

Das HRB Kirchhain westlich der B 62, im 53,54 Hektar großen NSG Brießelserlen mit dem Kirchhainer Erlensee auch über die Straße hinaus nach Nordosten, ist stark von Renaturierung geprägt und fast frei von Äckern. Die Radenhäuser Lache unmittelbar vor dem Nordwestfuß der Amöneburg ist eine jüngere Ausgleichsmaßnahme (für die „neue“ B 62), die sich indes in Kreisen des Weißstorchs schnell herumgesprochen hat: Im Frühjahr rasten hier oft 50 Vögel auf Durchreise gleichzeitig, ferner nisten unmittelbar an der Lache seit 2008 bis zu drei Paare, wobei diese Brutplätze zwischenzeitlich durch Nilgänse umkämpft worden waren. Aus der Vogelperspektive bzw. von den Höhen der Amöneburg aus bilden Lache und Erlensee nebst drei weiterer Kleinseen im NSG Brießelserlen ein Ensemble mit den drei Niederwälder Baggerseen, die gleichwohl durch die Deiche des HRB abgetrennt sind. Es wird auch, meist ohne die andersartig entstandene Lache, als „Kirchhainer Seenplatte“ bezeichnet.
Das Nordwestsegment des insgesamt 1325 Hektar großen Vogelschutzgebiets Amöneburg beinhaltet in der Hauptsache das HRB Kirchhain westlich der B 62, ergänzt um den jenseits der Straße gelegenen Teil des Brießelserlen sowie die Aue der Würf bachaufwärts bis zur Mündung des Arzbachs und einen großen Teil der renaturierten Arzbachaue.

## Begrenzungen
Das Amöneburger Becken wird von vier gemäßigten Höhenzügen umgeben, die durch vier Flusstäler getrennt werden. Zuflüsse sind die Ohm (im Südosten bei Homberg (Ohm)) und ihr unmittelbar am Beckenrand mündender Nebenfluss Wohra (im Nordosten bei Kirchhain). Abfluss ist neben der Ohm (im Nordwesten bei Cölbe-Bürgeln) die Zwester Ohm (im Südwesten bei Hachborn); auf diese beidem Flüsse verteilen sich sämtliche Fließgewässer der Talsenke.
Im Westen wird das Amöneburger Becken begrenzt durch die Lahnberge, im Norden – hinter dem Tal von Lahn und (unterer) Ohm – vom Burgwald nebst Kleinem Burgwald. Im Osten folgt, östlich von Wohra und (mittlerer) Ohm, die Oberhessische Schwelle (Gilserberger Höhen, Neustädter Sattel und Nördliches Vogelsberg-Vorland), dem sich südwestlich der Ohm schließlich der Vordere Vogelsberg anschließt, welcher im äußersten Südwesten des Amöneburger Beckens wiederum nur durch die Zwester Ohm von den nördlich gelegenen Lahnbergen getrennt wird.
Da alle der genannten Gebirgszüge die Amöneburg knapp an Höhe überragen und nur durch die engen Schneisen von Ohm-Lahn-Mündung, Wohra, (mittlerer) Ohm und Zwester Ohm voneinander getrennt sind, stellt das Amöneburger Becken in der Hauptsache einen Kessel mit immerhin bis zu 200 m (relativ zu den Flusstälern) hohen Rändern dar, der im Inneren die Amöneburg als einzige nennenswerte (etwa randhohe) Erhebung aufweist.
Die Begrenzung des Amöneburger Beckens (im Uhrzeigersinn, inklusive Schönstädter Bucht) besteht somit aus – mit Höhe in Meter (m) über Normalhöhennull (NHN):
- Ohm-Lahn-Mündung bei Cölbe (im Nordwesten)
- Burgwald
  - Eibenhardt (301,5 m)
  - Südosthang der Stirnhelle (387,5 m)
  - Rotes Wasser und Kreisstraße nach Bracht
  - Südwesthang der Hirschberge mit Großem Hirschberg (361,3 m)
- B 3 Richtung Kassel
- Kleiner Burgwald
  - Südwestliche Vorhöhen des Alten Rauschenbergs
  - Kreisstraße nach Rauschenberg
  - Auf dem Siegel (344 m)
- Wohra bei Kirchhain (im Nordosten)
- Oberhessische Schwelle
  - Gilserberger Höhen, mit Burgholz (379,1 m)
  - Neustädter Sattel, mit eher allmählichem Anstieg
  - Nördliches Vogelsberg-Vorland
    - Herrenwald, mit eher allmählichem Anstieg
    - Klein (von Richtung Kirtorf her, entlang der B 62 kommender Nebenfluss der Ohm im Osten)
    - Brückerwald und Hügelland vor Niederklein, mit eher allmählichem Anstieg
    - Hohenberg (360 m)
- Ohm bei Homberg (Ohm) im Südosten
- Lumda-Plateau (Vorderer Vogelsberg)
  - Herrmannsberg (331,4 m)
  - Mardorfer Kuppe (406,8 m)
  - Sennberg (383,1 m)
  - Zwester Ohm (Oberlauf)
  - Leidenhöfer Kopf (393,4 m)
- Zwester Ohm (Unterlauf) bei Hachborn im Südwesten
- Lahnberge
  - Köpfchen (297,7 m)
  - Ulrichsberg (290,5 m)
  - Frauenberg (379,4 m)
  - Stempel (365,4 m)
  - Lichter Küppel (368,3 m)
  - Ortenberg (380 m)
  - Bernsdorfer Kuppe (282 m)
- Ohm-Lahn-Mündung (s. o.)

## Berge
Nur wenige basaltische Kuppen/Hügel im nördlichen Osten des Beckens überragen das flachgründige Land nennenswert, von denen lediglich die Amöneburg und, mit Abstrichen, der randliche Schlossberg Homberg annähernd die Höhe der äußeren Randbegrenzungen erreichen – mit Höhe in Meter (m) über Normalhöhennull (NHN; wenn nicht anders angegeben laut ):
- Amöneburg (365 m),[21] in Amöneburg
  - Wenigenberg (285 m),[22] bei Amöneburg
- Schlossberg (295 m) mit Burg Homberg, Homberg (Ohm)
- Hornbühl (gut 290 m), nordwestlich von Betziesdorf
- Betziesdorfer Höhe (283,9 m), nördlich von Betziesdorf
- Hintere Lahnberge (um 284 m), zwischen Bauerbach und Schönbach
  - Roteberg (247,1 m), nordwestlich Großseelheims, gerodeter Vorposten
  - Dingelberg (gut 235 m), Nordgipfel westlich von Anzefahr, auf Betziesdorfer Gemarkung
- Nebelsberg (264,2 m), südlich von Betziesdorf
- Kirchberg mit Wittelsberger Warte (257,8 m); in Wittelsberg
- Kuhrain bzw. Rossberg[23] bzw. Steinwartshügel (240,7 m), nördlich von Rüdigheim
- Hessel (235,8 m), nordwestlich vor Wittelsberg
- Kreuzwarteküppel; auch Kreuzwarthügel (235,3 m), östlich von Rüdigheim
- Kellmark, auch Kermerg (gut 235,1 m)[24], Hügel m. Kapelle südlich von Mardorf
- Kirschberg (233,9 m), bei Kleinseelheim
- (Roßdorfer) Warte (233,4 m), nordwestlich von Roßdorf
- Hügel von Bürgeln (230,5 m)[24]
- Kirchberg mit Stadtkirche Kirchhain (gut 215 m), in Kirchhain
- Schlossberg (215 m),[25] in Schweinsberg

Hintere Lahnberge (nebst Dingelberg), Nebelsberg, Hornbühl und Betziesdorfer Höhe bilden eine von Süd nach Nordnordost gerichtete Hügelkette, die die Ginseldorf-Schönstädter Bucht vom eigentlichen Amöneburger Becken abtrennt. Kuhrain und Kreuzwarthügel sind hingegen Randhügel zum Nördlichen Vogelsberg-Vorland, die sich bei ähnlicher Höhenlage in der fehlenden Bewaldung vom sich im Norden anschließenden Brückerwald unterscheiden, auf denen allerdings Basalt statt mittlerem Buntsandstein und Quarzsanden ansteht. Von den anderen Hügeln sind lediglich der Wittelsberger Kirchberg (Dominanz nur um 650 m, Prominenz allerdings immerhin etwa 31 m) und der Kleinseelheimer Kirschberg (Dominanz zu Amöneburg und Hinteren Lahnbergen je 2,3 km, Prominenz z. B. zur Wittelsberger Warte nur um 21 m) landschaftsprägend, Letzterer allerdings nur aus Richtung des flachen HRB Kirchhain. Überdies sind die Kirchberge von Kirchhain und Schweinsberg lokal dominant.

## Ortschaften und Konfessionen
Wichtige Orte im Amöneburger Becken sind die Stadt Amöneburg und ihre Ortsteile (Mardorf, Roßdorf, Rüdigheim und Erfurtshausen) im Osten, die Stadt Homberg (Ohm) und einige ihrer Ortsteile (Nieder-Ofleiden, Ober-Ofleiden, Haarhausen und Gontershausen) im Südosten, die Gemeinde Ebsdorfergrund (ausgenommen Wermertshausen) im Süden, einige Marburger Außenstadtteile (Moischt, Schröck, Bauerbach und, je nach Grenzziehung, Ginseldorf) im Westen, je nach Grenzziehung die Cölber Ortsteile Bürgeln, Reddehausen und Schönstadt im Nordwesten sowie einige Kirchhainer Stadtteile – einschließlich der Kernstadt – im Norden. Hinzu kommt im äußersten Osten die zu Stadtallendorf eingemeindete Nominalstadt Schweinsberg.
Da Amöneburg als das „Katholische Zentrum Mittelhessens“ angesehen werden kann, verwundert es nicht, dass viele der Ortschaften im Amöneburger Becken katholisch geprägt sind, während im sonstigen Mittelhessen katholische Orte eher die Ausnahme darstellen. Die katholischen Orte verteilen sich sternförmig um den Basaltkegel der Amöneburg; innerhalb des Amöneburger Beckens sind das alle Amöneburger Ortsteile, drei von vier Marburger Außenstadtteilen (Schröck, Bauerbach und Ginseldorf) sowie die Kirchhainer Außenstadtteile Anzefahr, Stausebach und Sindersfeld (sowie, außerhalb des Beckens, Himmelsberg und Emsdorf). Der Unterschied zwischen den katholischen und den evangelischen Dörfern zeigte sich ehemals auch in der Frauentracht. Die katholische Tracht unterschied sich deutlich von der in den evangelischen Orten (z. B. Marburger ev. Tracht).
Lediglich die Gemeinde Ebsdorfergrund und die Stadt Homberg sind überwiegend komplett evangelisch geprägt – wie auch Marburg-Moischt, die Cölber Ortsteile Bürgeln, Reddehausen und Schönstadt, die Kirchhainer Kernstadt nebst den Außenstadtteilen Betziesdorf, Niederwald, Schönbach, Großseelheim, Kleinseelheim und Langenstein sowie das nach Stadtallendorf eingemeindete Schweinsberg (welches stark lutherisch ist).
Während der Gebietsreform 1974 wurde darauf geachtet, dass Dörfer entweder einer Großgemeinde gleicher Konfession oder aber einer der drei größeren Städte (Marburg, Kirchhain oder Stadtallendorf) zugeschlagen wurden. Deshalb umfasst z. B. die Gemeinde Ebsdorfergrund zusätzlich zu Wermertshausen (bereits Vorderer Vogelsberg) und dem praktisch komplett protestantischen Ebsdorfer Grund auch das bereits im Einzugsgebiet der Ohm gelegene Rauischholzhausen, während das sich unmittelbar anschließende, katholische Roßdorf zu Amöneburg kam.